# Gênes
Cet article concerne la ville nommée « Genova » en italien. Pour les autres significations, voir Génova (homonymie) et Gênes (homonymie).
Ne doit pas être confondu avec Gêne ou Gène.
Gênes (en italien : Genova, en ligurien : Zena) est une ville italienne, capitale de la Ligurie située sur la mer de Ligurie, précisément sur les rives du golfe de Gênes. Son port est le plus important d'Italie et l'un des plus grands de la mer Méditerranée
,. En 2017, Gênes est la sixième ville d'Italie et compte 580 112 habitants et 846 363 au sein de son agglomération. Sa zone urbaine compte environ 1 540 000 habitants.
Gênes a été la capitale de l'une des plus puissantes républiques maritimes pendant plus de sept siècles, du XIe siècle à 1797. Particulièrement du XIIe au XVe siècle, la ville a joué un rôle de premier plan dans les échanges commerciaux en Europe, devenant l'une des plus grandes puissances navales du continent et considérée parmi les villes les plus riches du monde,.
Elle a été surnommée la Superbe par Pétrarque en raison de ses gloires sur les mers et de ses points de repère impressionnants
.
La ville a accueilli des chantiers navals et des aciéries depuis le XIXe siècle, et son secteur financier solide remonte au Moyen Âge.
La Banque de Saint-Georges, fondée en 1407, est la plus ancienne banque de dépôts d'État connue au monde et a joué un rôle important dans la prospérité de la ville depuis le milieu du XVe siècle,.
Gênes, Milan et Turin forment le « triangle industriel » d'Italie, sa zone la plus industrialisée. La ville est un centre important pour les sciences, la technologie, la mode et le sport italien,. Le centre historique, connu sous le nom de vieille ville de Gênes, est l'un des plus grands et des plus densément peuplés d'Europe. Une partie importante du centre historique est sous la protection de l'UNESCO depuis 2006 sous l'appellation Gênes : Le Strade Nuove et le système des Palais des Rolli. La riche histoire culturelle de la ville dans les domaines de l'art, de la musique et de la cuisine lui a permis de devenir la capitale européenne de la culture en 2004. C'est la ville natale de Guglielmo Embriaco, Christophe Colomb, Andrea Doria, Niccolò Paganini, Giuseppe Mazzini, Renzo Piano et Grimaldo Canella, fondateur de la Maison Grimaldi, entre autres.

## Géographie

### Localisation
Gênes offre une façade méditerranéenne dans le nord de l'Italie, à 193 km de Nice au sud-ouest, à 155 km de Milan au nord, à 518 km de Rome au sud-est. Gênes est située en bordure du golfe de Gênes, partie septentrionale de la mer de Ligurie. La ville correspond à l'inclinaison de l'arc de cercle formé à cet endroit par la côte. Au nord de la ville commencent les Apennins, débouchant à proximité sur la plaine du Pô. La ville de Gênes couvre une superficie de 243 kilomètres carrés entre la mer Ligure et les montagnes des Apennins. La ville s'étend le long de la côte sur environ 30 kilomètres du quartier de Voltri à Nervi, et sur 10 kilomètres de la côte au nord le long des vallées Polcevera et Bisagno.
La ville est traversée par plusieurs ruisseaux, les plus importants étant le Polcevera à l'ouest, le Bisagno et le Sturla à l'est.

### Climat
Grâce à sa position environnementale, au centre du golfe, sur la mer, à l'abri des montagnes et exposée plein sud, le climat y est entre subtropical humide (classification de Köppen : Cfa) et méditerranéen (classification de Köppen : Csa). Plus qu'ailleurs en mer Méditerranée, le climat de Gênes est humide (plus de 1 000 mm annuels), même si le nombre de jours de pluie est limité. Par ailleurs, on observe une faible amplitude thermique entre le jour et la nuit et, dans une moindre mesure, au cours de l'année (hivers très doux avec gel exceptionnel, étés chauds mais non caniculaires). Les reliefs qui entourent la ville, bloquant partiellement les vents froids du nord, permettent des hivers ensoleillés et lumineux, avec des températures moins basses qu'à Milan ou Turin, et des étés chauds et non étouffants grâce aux brises marines et aux pluies. Les records absolus de température sont de 38,7 °C maximum le 7 août 2015 et de −6,8 °C minimum. Les chutes de neige sont rares mais pas exceptionnelles (en moyenne une à deux fois par an).
| Mois                              | jan. | fév. | mars | avril | mai  | juin | jui. | août | sep. | oct. | nov. | déc. | année |
| --------------------------------- | ---- | ---- | ---- | ----- | ---- | ---- | ---- | ---- | ---- | ---- | ---- | ---- | ----- |
| Température minimale moyenne (°C) | 5,4  | 6    | 8,2  | 10,7  | 14,5 | 18   | 20,8 | 20,9 | 17,9 | 14,2 | 9,6  | 6,4  | 12,7  |
| Température maximale moyenne (°C) | 12,3 | 13,1 | 16,4 | 20    | 22,4 | 27,2 | 29,2 | 28,5 | 27,3 | 22,9 | 17,3 | 14   | 18,9  |
| Précipitations (mm)               | 106  | 95   | 106  | 85    | 76   | 53   | 27   | 81   | 99   | 153  | 110  | 81   | 1 072 |

### Urbanisme
| Piazza Cavour Palais des doges San Lorenzo Sottoripa Localisation de la villeSampierdarena Localisation de la villeFoce |

#### Adresses
Comme dans la plupart des villes, le passant dans les rues de Gênes voit sur l'entrée de chaque immeuble un numéro (numero civico). À Gênes, celui-ci est soit noir soit rouge. Les immeubles abritant une activité professionnelle portent les numéros rouges, et tous les autres, principalement résidentiels, portent un numéro noir.
Dans les documents administratifs ou pratiques, les numéros rouges — moins nombreux que les noirs — sont transcrits suffixés d'un "r" minuscule : un immeuble résidentiel est situé "via Garibaldi 12" et porte un numéro noir, tandis qu'un restaurant ou une assurance peuvent avoir pour adresse "via Garibaldi 12r" indiquant un numéro rouge.

## Histoire

### Antiquité

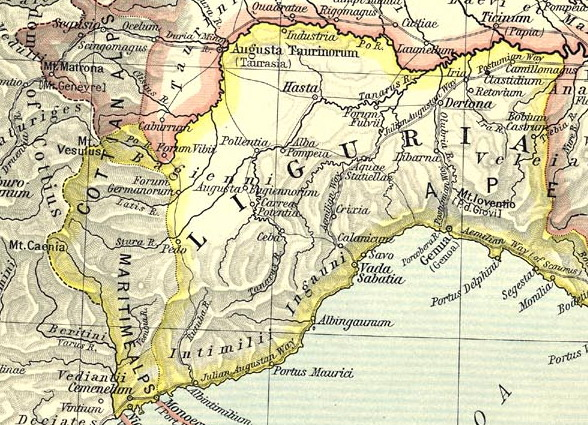
Carte représentant la Ligurie à l'époque romaine.

L'occupation humaine de la région de Gênes est précoce. Les plus anciennes traces de sédentarisation retrouvées dans la région de Gênes sont datées de l'époque néolithique au Ve millénaire av. J.-C. Des vestiges d'habitations plus récentes datées de l'Âge du bronze (un mur en pierres sèches) ont également été retrouvés à l'embouchure du Bisagno.
La nécropole de la ville datant des VIe et Ve siècles atteste l'occupation du lieu par les Étrusques mais le port d'origine ligure, qui commerce particulièrement avec la plaine du Pô qui est un axe important dans la Route de l'ambre, est plus ancien. L'ancienne ville ligure est connue des Grecs sous le nom de Σταλία (Stalia) et reste dans l'ombre de Vada Sabatia (Vado Ligure), près de Savone. Stalia fait alliance avec Rome par un foedus aequum (« traité entre égaux ») au cours de la deuxième guerre punique (218-201 av. J.-C.). Les Carthaginois, sous le commandement de Hannibal, Hasdrubal et Magon, alliés aux tribus ligures des Intemelii et des Ingauni, détruisent Gênes en 205 av. J.-C.
La ville est reconstruite par les Romains et en 148 av. J.-C. est réalisée la via Postumia. La ville reçoit des droits municipaux après la troisième guerre punique en 146 av. J.-C. Le castrum original s'agrandit alors vers les quartiers actuels de Santa Maria di Castello et le promontoire San Lorenzo. Gênes bénéficie de l'instauration de la Pax Romana et l'oppidum Genua, mentionné par Pline l'Ancien (Nat. Hist. 3.48), fait partie de la Regio IX Liguria. En 13 av. J.-C. est établie la via Julia Augusta, tronçon de la via Aurelia.
Le port fait le commerce des peaux, du bois et du miel, produits convoyés vers des villes comme Tortona et Plaisance. Strabon dit de la ville qu'elle est l'emporium (du grec ἐμπόριον / empórion, « marché ») de la Ligurie.

### Moyen Âge
Après la chute de l'Empire romain d'Occident, Gênes est occupée par les Ostrogoths jusqu'à la reconquête de l'Italie par Justinien en 553. Quand les Lombards envahissent l'Italie en 568, l'évêque de Milan se réfugie à Gênes mais les Lombards du roi Rothari prennent Gênes et la Ligurie vers 643. En 774, le royaume lombard est annexé par l'Empire carolingien. Le premier comte carolingien de Gênes est Ademar, qui reçoit le titre de praefectus civitatis Genuensis. Ademar meurt en Corse en combattant les Sarrasins. À cette époque, les remparts romains détruits par les Lombards sont reconstruits.
Durant les siècles suivants, Gênes est un centre de taille moyenne, construisant lentement sa flotte marchande. La ville est mise à sac et brûlée en 934 lors d'une attaque par les Fatimides et quasiment abandonnée pendant quelques années. Au Xe siècle la ville, située dans la Marche de Gênes, est sous l'autorité de la famille Obertenghi. Gênes devient une des premières villes italiennes à avoir des droits civiques garantis par les seigneurs locaux[réf. nécessaire].

### République de Gênes

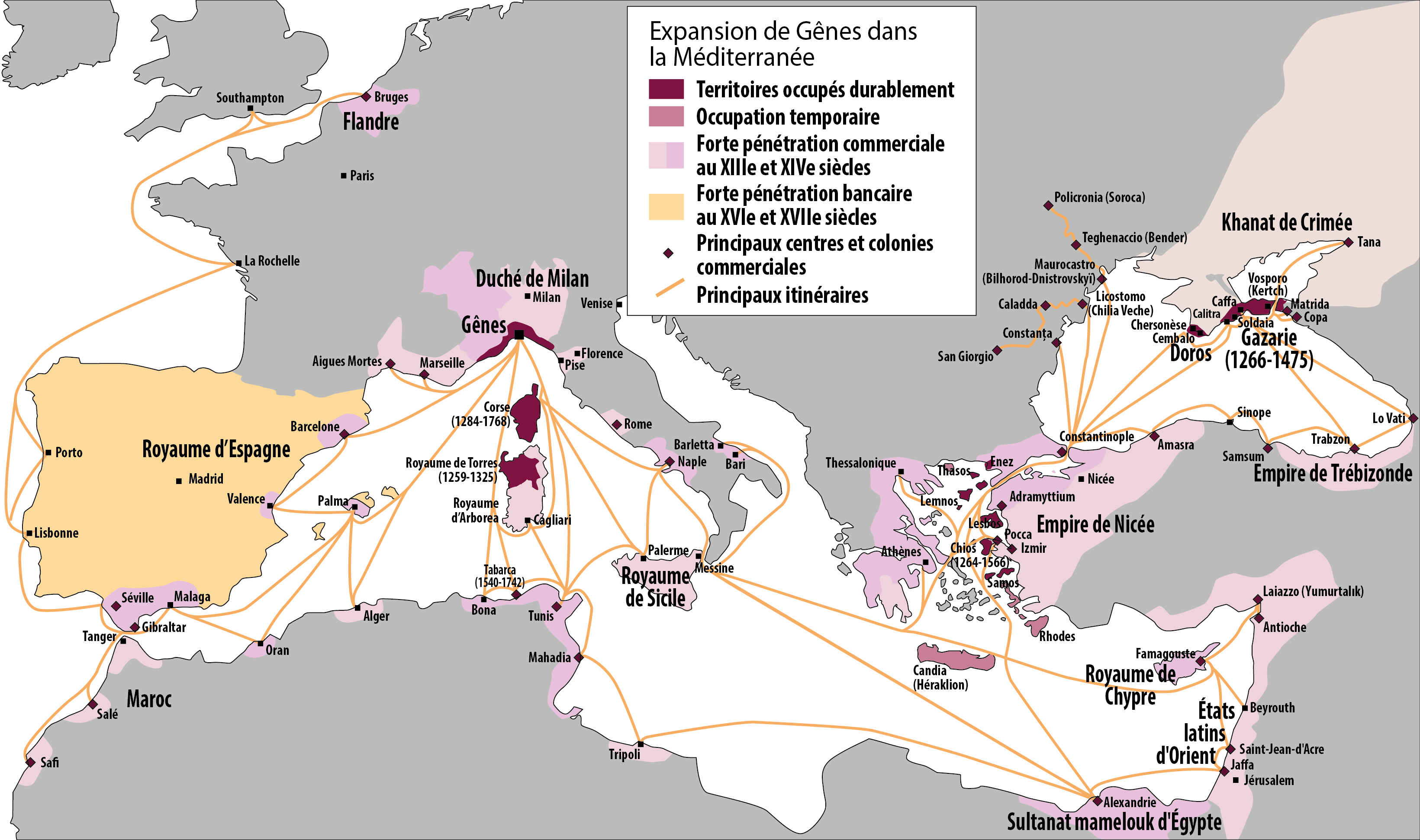
Expansion de la république de Gênes en mer Méditerranée ainsi qu'en mer Noire.

Au Moyen Âge, Gênes est l'une des quatre républiques maritimes italiennes avec Venise, Amalfi et Pise dont elle devint la plus puissante pendant plusieurs siècles à la suite des Croisades. Elle connaît en particulier deux apogées, tout d'abord de 1284 à 1381, militairement et politiquement, puis de 1550 à 1630 environ, financièrement cette fois. On appelle cette dernière période « le siècle des Génois ».
La république de Gênes comprend la Ligurie actuelle, la Corse et des colonies au Moyen-Orient, en Grèce, autour des bouches du Danube, en Crimée et en Afrique du Nord. Du XIIIe siècle à la fin du XVe, la mer Noire est une mer génoise, Caffa en Crimée est la plus importante des colonies avec 80 000 habitants ; il faut ajouter que les Génois ont fondé des colonies loin sur le Danube. De plus, ils contrôlent les grandes routes terrestres dans le cas où la route des Détroits aurait été fermée. Gênes succombe sous la pression des troupes de Napoléon Ier et ne fut réinstituée qu'en 1815. Le congrès de Vienne accorde l'ancienne république « à perpétuité aux États de S.M. le roi de Sardaigne ».

#### Conquête et grandeur
À la fin du Xe siècle, Gênes et Pise entreprennent de chasser les Maures de Corse et de Sardaigne. Pendant deux siècles, les deux cités se disputent avec acharnement les deux îles et de manière plus générale, le contrôle de la mer Tyrrhénienne. Dans un premier temps, Pise a l'avantage. Gênes et Pise, au gré des changements brusques de la politique romaine, se partagent les îles entre leurs différents évêchés. Durant le bas Moyen Âge, aux XIIe et XIIIe siècles, Gênes connaît une période de prospérité et de montée en puissance grâce à son grand commerce (soie, épices, or, pierres précieuses, alun). 
Les Génois sont fermement implantés dans le nord de la Sardaigne, l'extrême Sud Corse avec Bonifacio, en Balagne avec Calvi qu'ils fondent au XIIIe siècle et dans le cap Corse avec Bastia. Ils possèdent en outre l'île de Capraia en face de Bastia. Les Pisans possèdent le reste des îles. La vie des institutions de la « Commune » est dominée par les rivalités entre ces quatre grandes familles : les Fieschi, Grimaldi, Doria et Spinola.

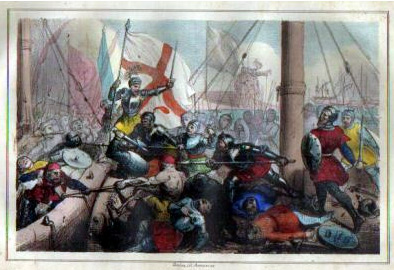
Victoire des Génois à la bataille de la Meloria (1284), la plus grande bataille navale du Moyen Âge, qui opposa la puissante république de Gênes à sa rivale la république de Pise.

Cependant, Gênes écrase la flotte de Pise lors de la plus grande bataille navale du Moyen Âge, la bataille de la Meloria. Le 6 août 1284, près de l'îlot dit de la Meloria, les 88 galères d'Oberto Doria affrontent les 103 galères de Pise commandées par le podestat vénitien, Alberto Morosini. La victoire de Gênes est totale. Pour Pise, la défaite est catastrophique : non seulement elle déplore 5 000 tués, 9 000 prisonniers et sept galères coulées mais la cité perd à tout jamais son indépendance et sa puissance. 
Son port, Porto Pisano, est comblé et les chaînes le fermant sont longtemps exposées sur la façade de Santa Maria di Castello. Gênes récupère alors, outre le port de Livourne, les droits de Pise sur la Corse et sur la Sardaigne, droits qui seront cependant très vite contestés par la papauté et le roi d'Aragon, investi roi de Corse et de Sardaigne. La Sardaigne est abandonnée en 1320 aux Aragonais mais la Corse reste génoise malgré de longues luttes sur terre et sur mer entre la cité et l'Aragon. 
Dans les années 1350, le doge de Gênes, Jean da Murta, reçoit la soumission du peuple de Corse. Désormais, Gênes, par l'intermédiaire d'offices financiers (la Maona jusqu'en 1453 puis la banque de Saint-Georges jusqu'en 1561), s'efforce de réduire la noblesse insulaire.
Sa puissante flotte affronte également la république de Venise à plusieurs reprises, sans qu'aucune des deux rivales puisse dominer l'autre. Depuis 1270, les deux cités renouvellent des trêves successives, tout en sachant l'affrontement inévitable. Les croisades apportent à Gênes une immense prospérité grâce au transport des troupes chrétiennes outre-mer. De cette activité sont issus les nombreux ordres militaires encore aujourd'hui représentés dans la cité. Les marins génois prennent une part considérable dans la prise de Saint-Jean d'Acre en 1191. 
Le commerce génois s’avère florissant dans le sud des royaumes latins. En 1261, par le traité de Nymphée, les Génois obtiennent du basileus Michel VIII Paléologue des avantages commerciaux considérables ainsi que le quartier de Galata à Constantinople, de l'autre côté de la Corne d'Or. Bien vite, le comptoir de Galata attire plus de navires que Constantinople elle-même. 
La mer Noire devient le domaine réservé des Génois. Ceux-ci s'assurent le contrôle des routes terrestres et du Danube (maîtrise de l'estuaire du Danube et fondation de San Giorgio) dans le cas où la route des Détroits serait inaccessible. Cette domination sans partage, malgré les tentatives de Venise et de l'empire de Trébizonde, s'achève en 1481 quand la population de Caffa ouvre la ville aux assiégeants ottomans.

#### Gloire

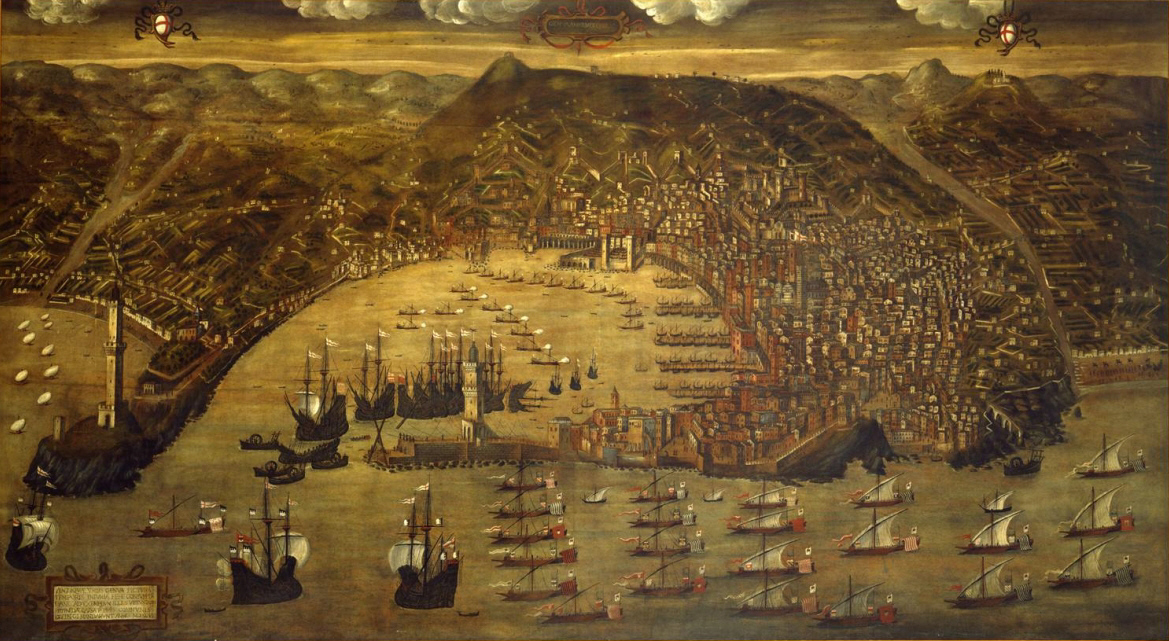
Gênes en 1481.

Au XIVe siècle, la république de Gênes a un véritable empire maritime en mer Méditerranée et en mer Noire, incluant la Corse, alors son grenier à blé, des îles grecques (Lesbos, Chios, Ikaria et Samos), des comptoirs en Anatolie (Galata, Phocée, Scalanova, Amastris et Sinope), en Crimée (Cherson, Cembalos, Halopsis, Yalta, Soudak, Caffa et Kertch), autour des bouches du Danube (San Giorgio, Caladda, Licostomo, Eraclea aujourd'hui en ruines et Constanța) et ailleurs en mer Noire (Montecastro en Moldavie, Matrida, Taman et Tana dans le khanat de la Horde d'or autour de la mer d'Azov). C'est une nef génoise qui rapporte involontairement de Crimée la peste noire en 1348.
L'empire génois a pour principal concurrent celui de Venise, dominant en mer Égée, sur les marchés de Constantinople et de Trébizonde, à Chypre ; de leur côté, les Vénitiens veulent chasser les Génois de leurs possessions de Syrie. Gênes se rapproche de Byzance (traité de Nymphée) tandis que Venise se rapproche de Pise. Les deux cités s'affrontent par intermittences depuis la fin du XIIIe siècle et plus particulièrement depuis le printemps 1294 où les navires vénitiens attaquent les colonies génoises de Chypre puis, le 7 octobre 1294, mettant les voiles vers la Cilicie. Ils rencontrent les Génois sur la côte arménienne : la bataille est désastreuse pour Venise qui perd 25 navires, un nombre important de combattants dont son général Marco Basagio.
Face à la défaite, la ville réagit en donnant ordre à tous ses armateurs d'entreprendre une guerre de course, tandis que la cité reconstruit une nouvelle flotte de 65 galères. Gênes, qui a ainsi triomphé de Pise et de Venise, est alors à l'apogée de sa puissance militaire. Cependant, si elle n'a rien à craindre de Pise, alors divisée en factions, Venise est parfaitement capable de s'opposer à nouveau à elle et, dès l'année suivante, les deux cités s'affrontent dans une série de coups de main jusqu'à ce que Gênes batte à nouveau Venise le 8 septembre 1298 devant Curzola, bataille remportée par Lamba Doria, frère d'Oberto Doria, vainqueur de Pise à la Meloria. 
Le nouveau type de galères génoises, dites « à la sensile », est largement responsable de la victoire. Le bilan pour Venise est lourd : 18 navires coulés, 66 navires brûlés par les Génois qui ne peuvent les remorquer à Gênes, 7 400 prisonniers dont Marco Polo (qui rédige ses récits de voyage dans les prisons génoises) et Andrea Dandolo, fils du doge Giovanni qui préfère se tuer en se fracassant la tête à son banc plutôt que de figurer au défilé triomphal de Lamba. Une médiation du pape et de Charles d'Anjou amène les deux cités à signer la paix de Milan en 1299, faisant planer sur Gênes toujours en proie aux luttes entre factions, l'ombre des souverains de Milan, les Visconti.
Une troisième guerre éclate, de 1350 à 1355, émaillée de victoires incertaines de part et d'autre, jusqu'à ce que les deux républiques signent une paix temporaire à Byzance, en 1355, puis qu'elles concluent des accords commerciaux en 1361. De 1372 à 1378, une nouvelle période de tensions amène successivement une défaite vénitienne devant Pola en 1374, puis de Gênes près du cap d'Anzio en 1378. L'année suivante voit Gênes s'imposer mais, en 1379, commence entre les deux villes la guerre de Chioggia s'achevant par la défaite génoise en 1380, Venise assurant sa souveraineté sur la Méditerranée orientale. 
La paix de Turin de 1381 permet à Venise de rentrer à nouveau en possession de tous ses privilèges à Constantinople et même de se faire reconnaître le droit de commercer librement en mer Noire. Durant cette guerre, Venise ne doit son salut qu'à la mort du général génois, Pietro Doria, tué lors de la bataille finale et au retour opportun de Vettor Pisani et de son escadre. Pour sauver leur patrie, les Vénitiens se saignent autant financièrement que physiquement, induisant de profondes et irréversibles modifications des institutions.

#### Essor et renaissance

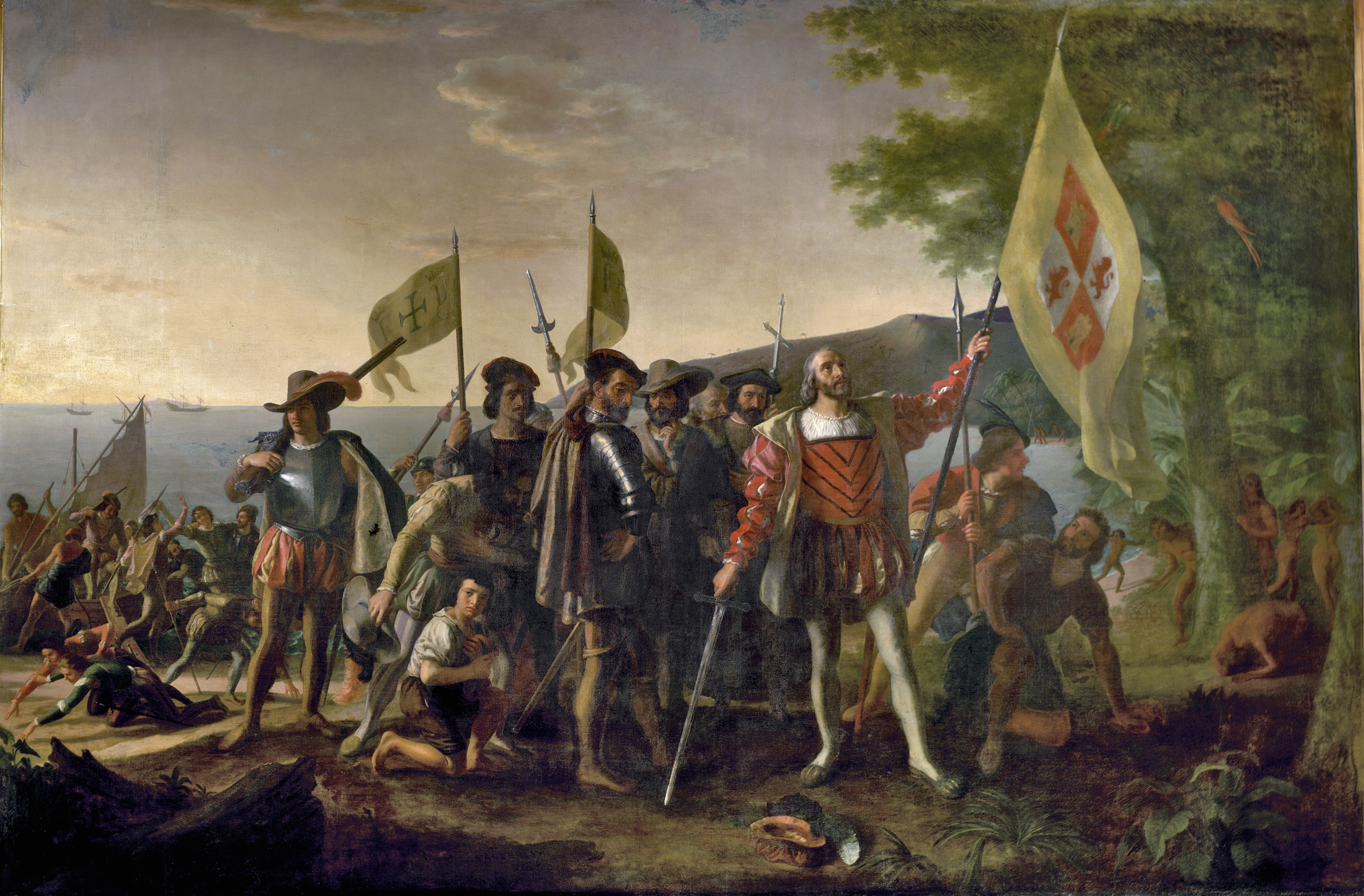
Christophe Colomb, explorateur génois, débarquant en Amérique et ouvrant la voie aux routes commerciales ainsi qu'aux conquêtes des conquistadores.

Alors que Gênes est au sommet de sa gloire, la concurrence émerge à Venise, où une « Bourse du Rialto » facilite l'échange des parts de navires, le développement d'une flotte commerciale et le quadruplement de la superficie de l'arsenal de Venise dans les trois premières décennies du XVIe siècle. Mais tandis que Venise plaçait comme suprême bien l'indépendance et l'union des citoyens, Gênes s'offrit aux différentes puissances étrangères (Visconti, France, puis Espagne) déchirée de l'intérieur par les luttes fratricides des différentes factions, patriciens contre plébéiens, guelfes contre gibelins, Adorno contre Fregoso ou Campofregoso.
En 1339, Simone Boccanegra avait été acclamé premier doge de Gênes. Le doge, élu à vie, devait être plébéien et de la faction gibeline. On appelle cette période le dogat populaire. Aucun doge ne put rester durablement en place. Chaque coup d'État entrainant la perte de l'indépendance dans un mouvement irréversible de décomposition. En 1390, devant la perte de ses positions commerciales en Tunisie en faveur de Venise, Gênes organisa une expédition militaire voulant lui donner le caractère d'une nouvelle croisade au prétexte de venger la piraterie des Barbaresques contre les Chrétiens. Elle obtint l'assistance d'un corps de seigneurs franco-anglais dont Louis II de Bourbon prit le commandement et qui mit le siège devant Mahdia. Par le traité du 25 octobre 1396, Gênes se donne au royaume de France qui y place en 1401 comme gouverneur Jean II Le Meingre, dit Boucicaut. Éclate une révolution en 1409 et la ville proclame son indépendance.

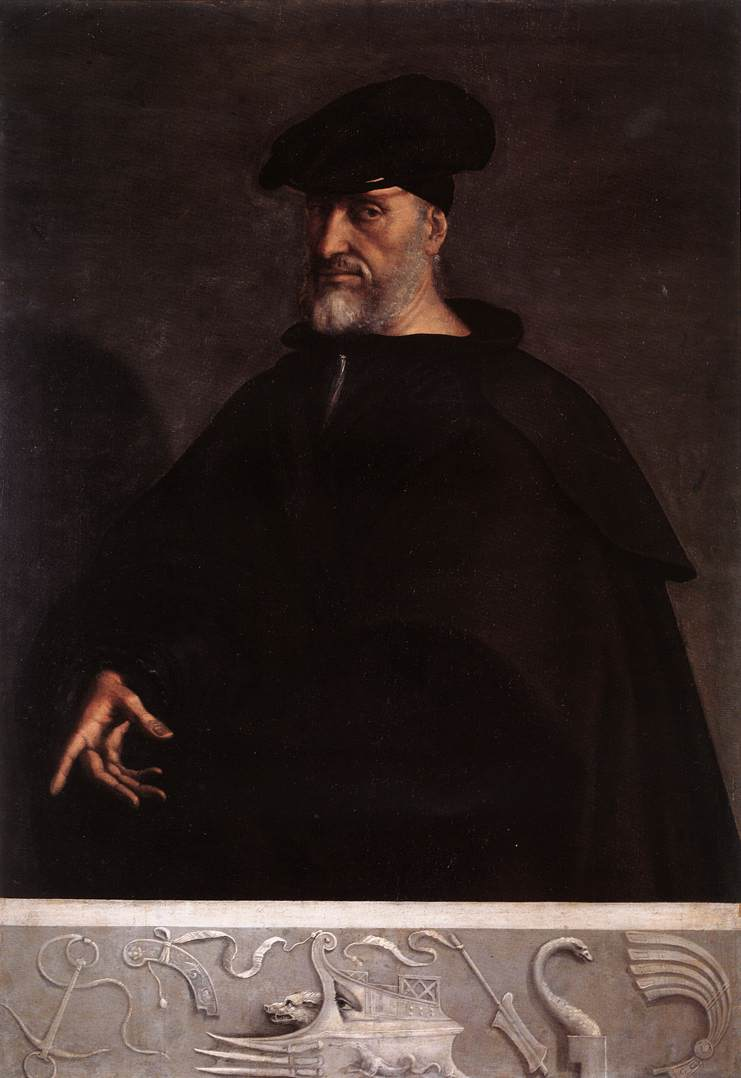
Andrea Doria, Grand amiral génois.

Le conflit avec Venise reprend sporadiquement et une nouvelle défaite génoise amena un nouveau traité en 1404. Gênes n'est alors plus en mesure de s'imposer. Elle est à nouveau battue en 1431. Mais le grand adversaire de la cité n'est plus Venise, au XVe siècle, mais l'Aragon qui lui dispute la Sardaigne (perdue dès 1320), la Corse et, plus largement, la domination de la Méditerranée occidentale. Mais le 5 août 1435, Alphonse V est vaincu et fait prisonnier par les Génois à la bataille de Ponza. Il est capturé par le Génois Biagio Assereto. 
Toutefois, la république reste étranglée entre de puissants rivaux. Et finalement, elle se résout à se déclarer sous la protection de la France. Celle-ci nomme le 11 mars 1458 comme nouveau gouverneur Jean d'Anjou, duc de Calabre ; il a six successeurs, dont Antonio Ardorno (1513-1515) et Octavio Fregoso (1515-1522). Toutefois, Gênes se rebelle le 12 mars 1461. À partir du 16 avril 1464, c'est le duc de Milan qui impose son protectorat sur la république jusqu'au 7 juillet 1478. 
Par la suite, Milan parviendra à nouveau à imposer son protectorat du 13 septembre 1488 au 26 octobre 1499. L'intervention en Italie de Louis XII permet à la France de rétablir sa tutelle du 26 octobre 1499 jusqu'au 30 mai 1522. Une brève reconquête eut lieu par les Français en 1527. La ville reprend définitivement son indépendance en 1528 quand Andrea Doria oblige Adorno et Fregoso à changer de nom et transforme les institutions. Gênes est une ville particulière, marquée par les luttes intestines. C'est un port où règnent les riches familles d'armateurs ; la ville grimpe vers le ciel pour voir arriver les navires ; c'est, avec ses palais à huit étages, la « New York » du Moyen Âge. Il n'y a pas de rues rectilignes à part la via Garibaldi (Strada nuova) mais des palais, tours, véritables quartiers fortifiés des familles patriciennes avec leurs églises et sanctuaires.

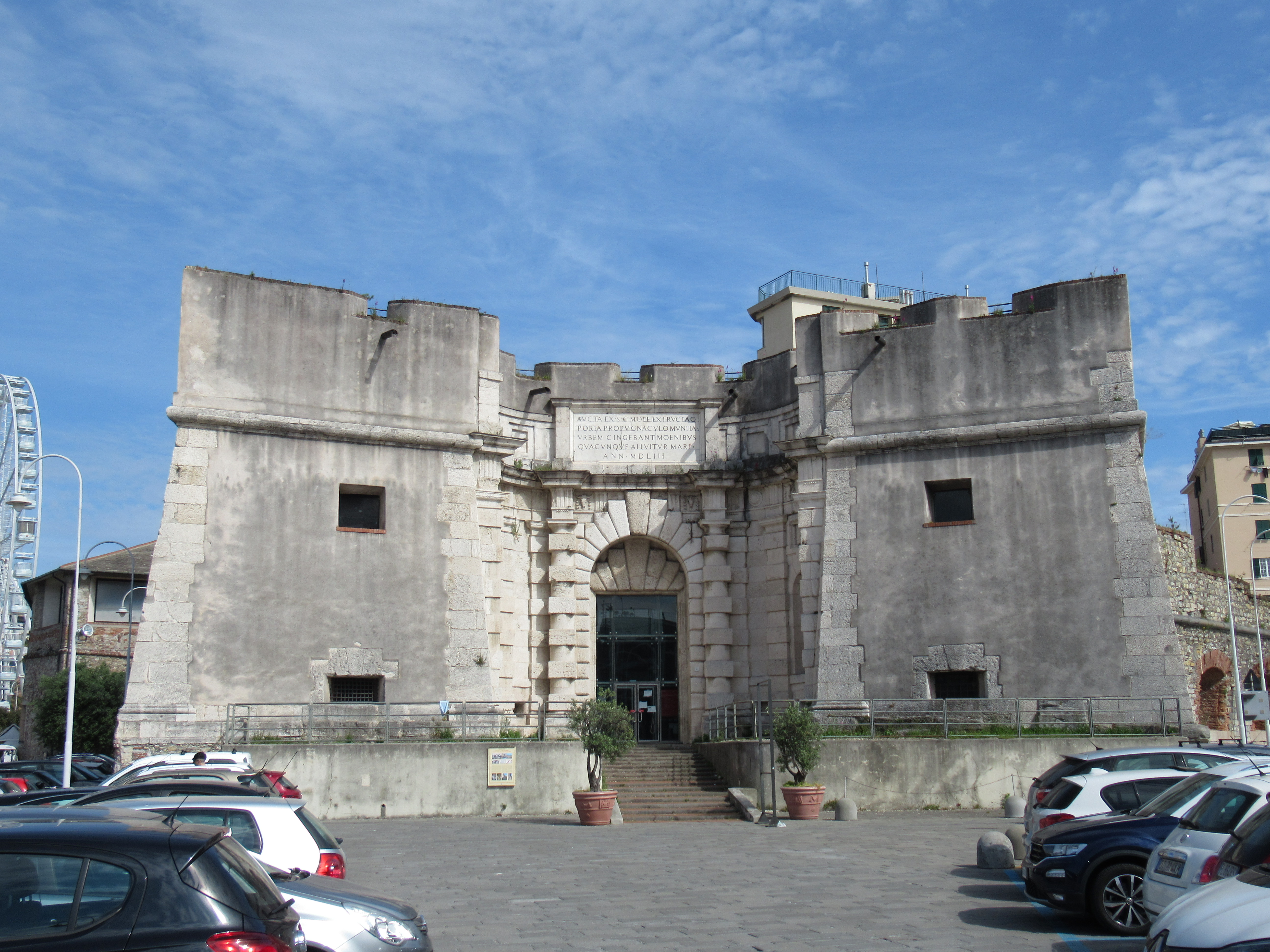
La Porta Siberia, porte de la ville, construite entre 1551 et 1553.

La population de la ville tombe à 40 000 âmes en 1528. Andrea Doria offre à sa cité l'indépendance. Il proclame la formation d'un unique corps civique et veille à supprimer les luttes de factions. Désormais, la république est aristocratique. Est noble ou patricien tout homme de 18 ans révolus dont la famille a exercé des charges politiques avant la révolte populaire de 1506. 400 nobles sont tirés au sort et forment le grand conseil, renouvelé par quart tous les ans. Le petit conseil ou Sénat de 100 membres est formé par tirage au sort au sein du grand conseil. La seigneurie est formée du doge, de deux procurateurs et des gouverneurs, tous élus pour deux ans. Le pouvoir prend une forme collégiale. 
Organe très puissant de contrôle des institutions, le syndicato est composé entre autres de deux censeurs. Le doge est de rang royal, il lui est interdit de sortir de la cité pendant son mandat de deux ans non renouvelable avant dix années. Or, on élit généralement des hommes fort âgés et seul Giacomo Maria Brignole sera élu deux fois, en 1779 et 1795 ; il sera le tout dernier doge de la République.
En 1528, la Commune de Gênes disparaît et devient une république sérénissime en 1596. En 1547 a lieu la Conjuration de Gian Luigi Fieschi qui s'achève tragiquement et provoque la cruelle vengeance d'Andrea Doria. Gênes perd l'île de Chios, habitée par près de 40 000 Génois en 1566. Tabarka (Tunisie) en 1744, la Corse en 1768.

#### Splendeur et lutte

La bataille de Lépante où la Sainte-Ligue (1571) affronte l'empire ottoman à la suite de la prise de Chypre par ce dernier. Cette grande victoire des latins permet de stopper l'avancée ottomane en Europe.

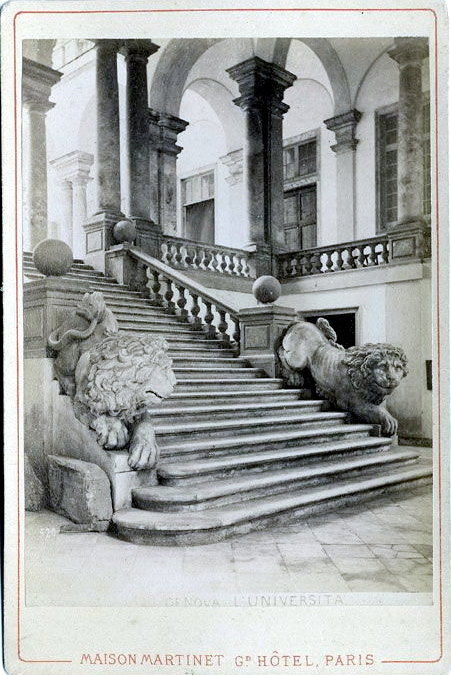
L'Université (crédit : photo de James Anderson).

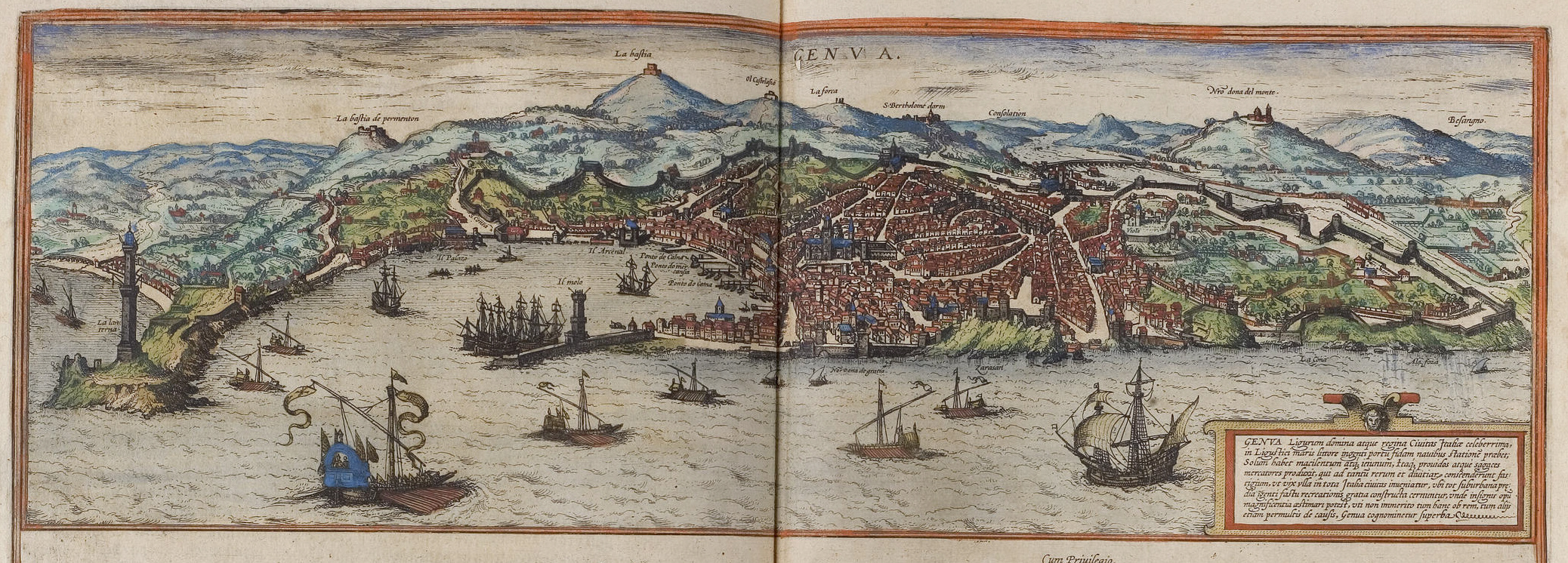
Gênes en 1572.

« ...L’étonnante beauté de cette ville dont les maisons paraissent enchâssées dans le roc comme diamants dans l’or. » in les Nouvelles exemplaires de Miguel de Cervantès.
À l’époque moderne donc, les anciennes institutions font place, en 1528, à une république oligarchique ou aristocratique puisque tous les nobles gouvernent la République, composée de 28 alberghi, factions qui rassemblent les grandes familles de la noblesse génoise en près de 800 patriciens, telles que les Doria, Grimaldi, Fieschi, Spinola, Sauli, Imperiale, Brignole Sale, Lomellini, Balbi, Durazzo, Bisagni, Giustiniani, Cattaneo. Elles élisent tous les deux ans un doge de la République assisté d'un censeur et de deux consuls. Les Génois sont les principaux banquiers de la Couronne d'Espagne, jusqu'à la banqueroute de Philippe II. Le siècle qui s'étend de 1550 à 1650 est parfois nommé « le siècle des Génois ».
En 1575 et 1576 se déroule la guerre civile génoise. Au début de la république, la succession de « nouveaux nobles » (tels les Sauli, Brignole Sale) et d'« anciens nobles » (tels les Doria, Grimaldi, Spinola, Centurione) fut respectée mais les « anciens nobles » accaparèrent rapidement le pouvoir. Les « nouveaux nobles » s'enrichirent considérablement en faisant commerce du coton et de la soie tandis que les « anciens nobles » s'adonnaient à la banque. Après cette crise, anciens et nouveaux nobles se virent égaux et les alberghi disparurent. À cette époque, Gênes est une cité splendide qui mérite à nouveau son surnom de « la Superbe », c'est-à-dire l'Orgueilleuse. 
La Strada nuova, seule rue droite de la ville dont Madame de Staël disait « la rue des rois et la reine des rues », abrite les plus somptueux palais (Palazzo Rosso des Brignole-Sale, Palazzo Bianco des Grimaldi). Rubens puis Van Dyck font les portraits de son riche patriciat. Rubens y séjourna pendant les quatre années qu'il passa en Italie de 1604 à 1608. Il réalisa le Portrait de Brigida Spinola Doria, conservé à la National Gallery de Washington, et le Portrait de Maria Serra Pallavicino. Antoine van Dyck, qui partit fin 1621 pour six ans en Italie, séjourna surtout à Gênes. Il y commença sa carrière de portraitiste à succès et décora les palais somptueux des nobles génois de tableaux religieux. Dans ses portraits, il mettait toujours en valeur la position sociale importante de ses modèles dans un style de portrait en pied, s'inspirant du Titien et de Rubens.

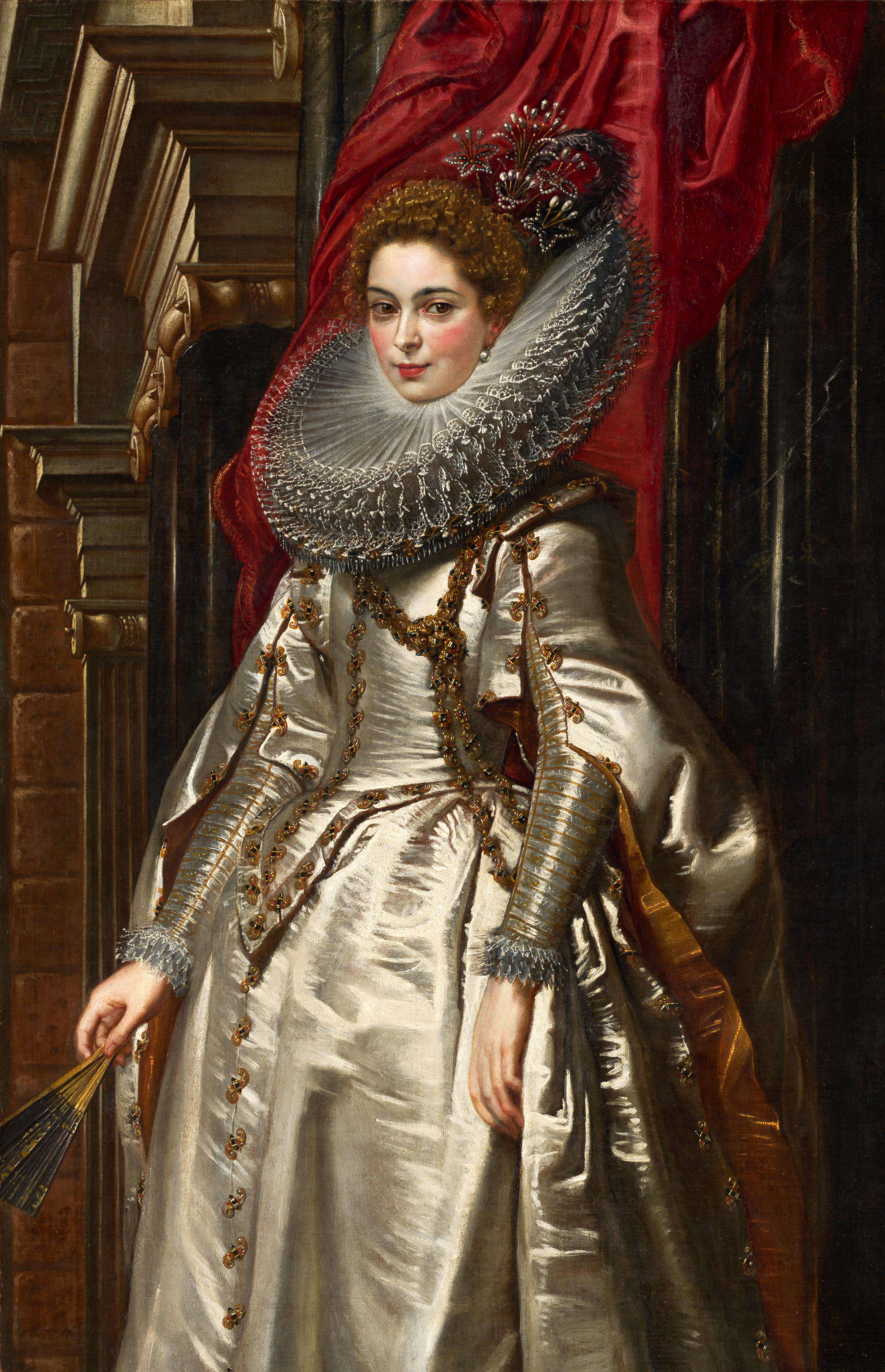
La Marquise Spinola-Doria (1606, Rubens). National Gallery, Washington.

La population croît rapidement (140 000 habitants en 1630), ce qui nécessite la construction de la plus impressionnante muraille d'Italie : le nouveau mur, s'étirant sur 12 km et protégeant la cité de tous côtés. Il fut édifié entre 1626 et 1639. En 1637, le doge Gian Francesco I Brignole offre la souveraineté de ses États à la Vierge Marie. Au XVIIe siècle, la république soutient deux guerres victorieuses contre la Savoie. Le riche plébéien Vacheron, avec l'aide de la Savoie, tente en 1628 d'assassiner tous les patriciens afin de permettre une invasion victorieuse de Gênes par la Savoie. Mais il est découvert et exécuté avec ses complices. 
Néanmoins, cela ne décourage pas le duc de Savoie et en 1672, Raffaele Della Torre tente de faire sauter la salle du Conseil à l'aide d'une « machine infernale » (bombe). Au cours de sa fuite, il est assassiné d'un coup de poignard à Venise.

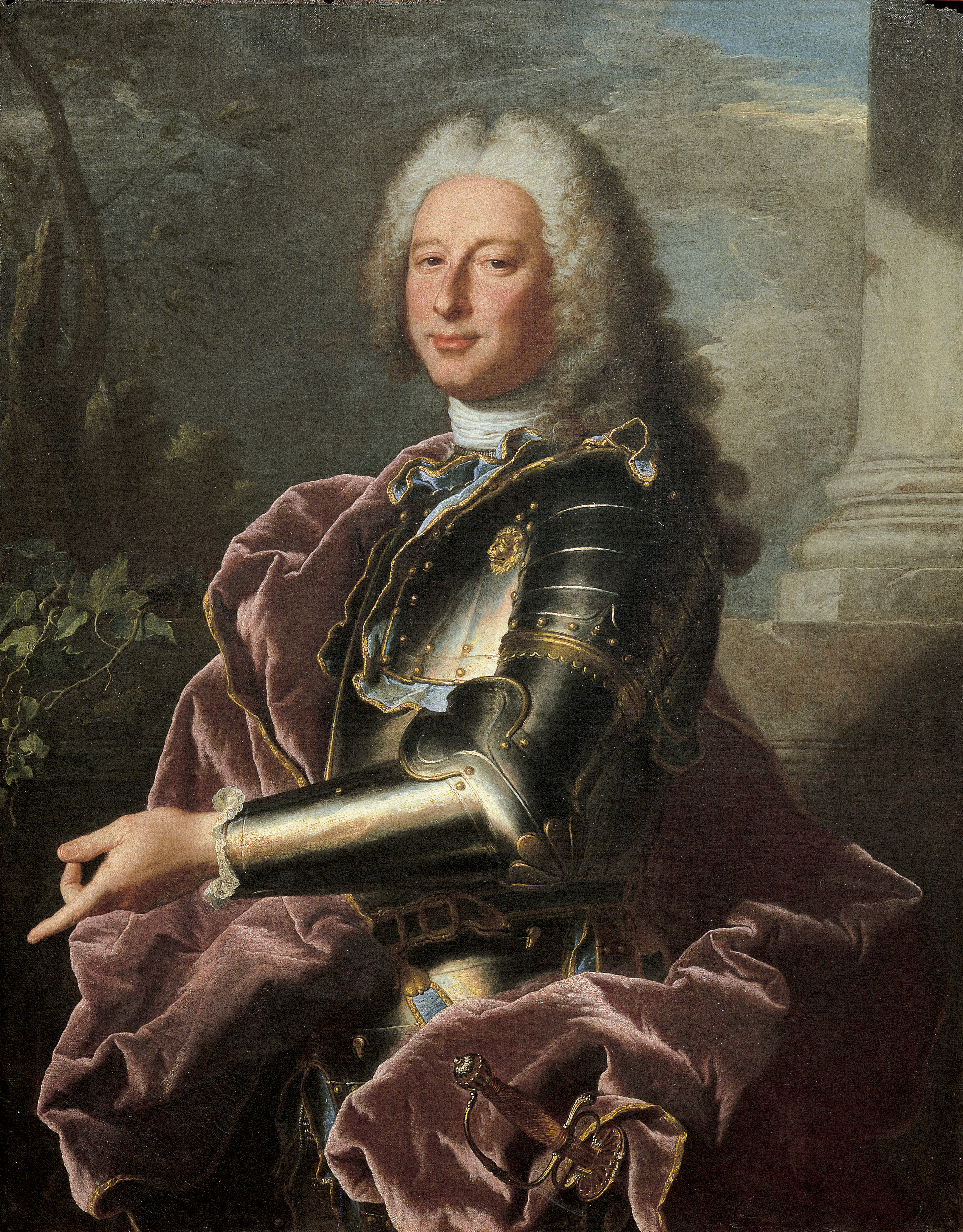
Gian Francesco II Brignole Sale, doge de Gênes de 1746 à 1748 par Hyacinthe Rigaud en 1739.

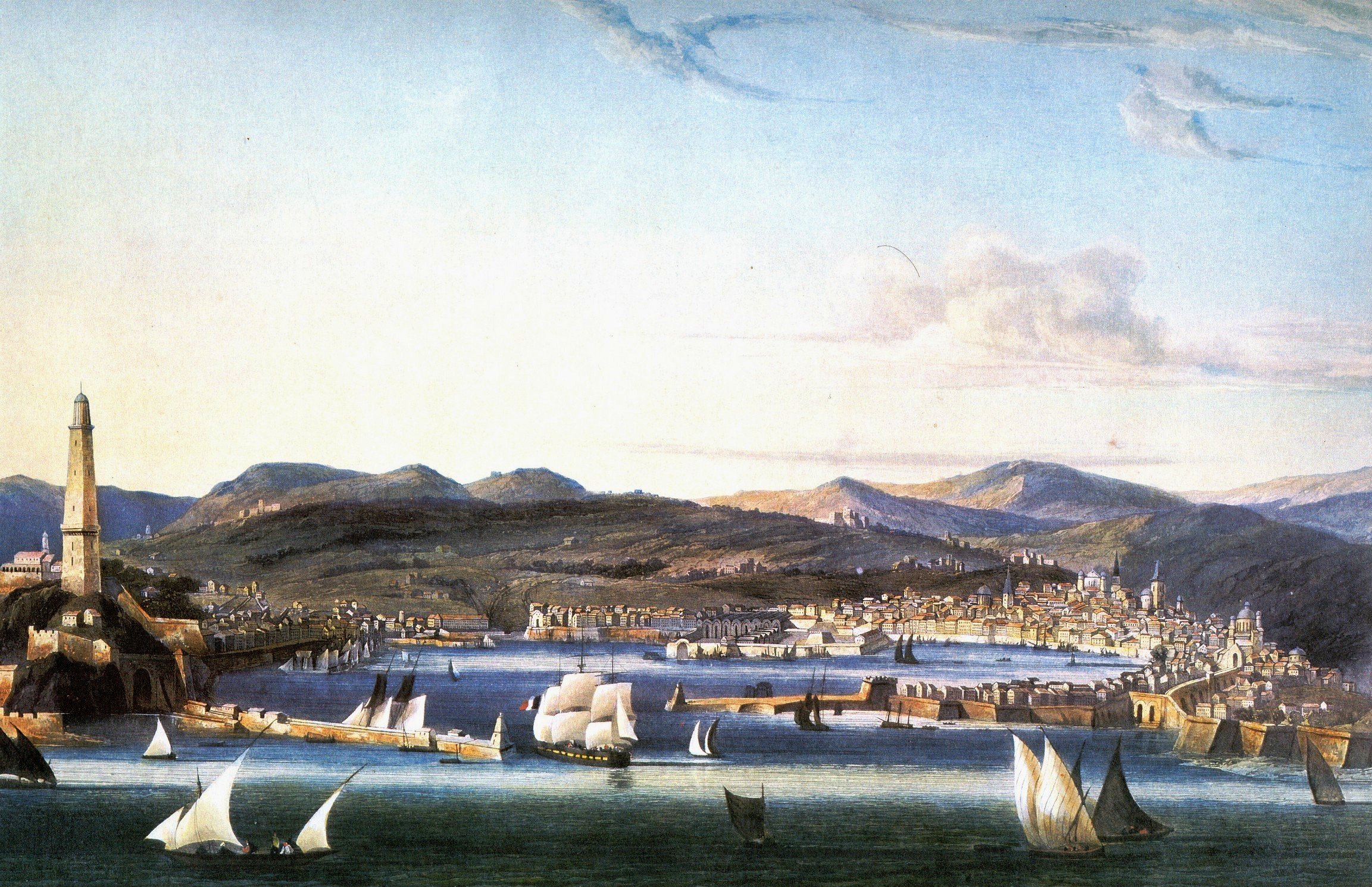
Vue de Gênes, aquatinte d'Ambroise Louis Garneray v. 1810.

En 1684, le doge de Gênes (Francesco Maria Imperiale Lercari) commet l'erreur de défier Louis XIV en fournissant des galères à l'Espagne, ennemie de la France. Au même moment, il traite avec désinvolture l'ambassadeur français François Pidou, chevalier de Saint-Olon. Sur ordre du roi, le marquis de Seignelay, intendant de la marine, accompagné du lieutenant général des armées navales Abraham Duquesne, organise en mai 1684 une expédition punitive. La ville subit un violent bombardement. 
Le doge doit venir s'humilier à Versailles en mai 1685. Le doge se rend à la présentation au Roi, en plein mois d'août, avec un vêtement de velours, une action publicitaire adroite qui détermina le début d'une période de grande exportation de velours de Gênes à la France. Pendant la visite, le roi, montrant au doge le nouveau palais royal de Versailles, lui demanda quelle était la chose qui l'avait le plus étonné pendant sa visite. Le doge répondit d'une formule lapidaire, caractéristique du sarcasme génois : « Mi chi » c'est-à-dire « Moi ici ». 
Le gouvernement génois se limite désormais à assurer la sécurité et à prélever l'impôt, tandis que la haute classe dirigeante s'adonne au grand commerce et à la finance. Le blé acheté en grande quantité et à bas prix au royaume de Naples suffit à approvisionner la cité qui, ainsi, ne pense pas à mettre en valeur la Corse où elle construit tout de même routes, forts et ponts. La maîtrise de la Corse est nécessaire à la survie de Gênes, car toute nation possédant l'île serait en mesure d'exercer le blocus de la métropole.
Durant le XVIIIe siècle, la République eut à mener plusieurs violentes guerres contre le duché de Savoie. Lors de la guerre de Succession d'Autriche, les armées génoises tout juste réorganisées et portées à 10 000 hommes par le général en chef Francesco II Brignole Sale, souffrent des défaites de la France. Gênes est dès lors[Quand ?] occupée[Par qui ?][pourquoi ?]. En 1747, Gênes se révolte contre l'occupant autrichien, révolte menée par un enfant nommé « Ballila »[précision nécessaire][réf. souhaitée].
Gênes cède à titre « provisoire » sa séculaire souveraineté sur l'île de Corse en 1768. En 1795, Giacomo Maria Brignole est élu, pour la seconde fois (après 1779), dernier doge de Gênes. La République continua d'exister moralement malgré l'occupation française et au Congrès de Vienne en 1814-1815, Antoine Brignole Sale défend vigoureusement mais sans succès l'indépendance de la Ligurie ; il est le dernier ministre de l'antique République et il poursuivra une brillante carrière commencée aux côtés de Napoléon, comme ministre et maire de Gênes. Par la Constitution dorienne de 1528, le choix du doge devait être équiprobable entre les membres du grand conseil mais, vers la fin de la République et l'augmentation du nombre de patriciens pauvres, certains suffrages se monnayaient, parfois même à vil prix.

#### Principales familles aristocratiques
Sur les 79 doges que compta la République, un certain nombre de familles sont représentées plusieurs fois au dogat :
- 11 doges : Grimaldi - Spinola
- 8 doges : Durazzo - Adorno
- 7 doges : De Franchi - Giustiniani - Lomellini
- 6 doges : Centurione - Doria
- 5 doges : Cattaneo - Gentile
- 5 mandats biennaux, 4 doges : Brignole (Giacomo Maria fut l'unique doge élu deux fois et fut l’ultime doge)
- 4 doges : De Mari - Imperiale - Invrea - Negrone
- 3 doges : Pallavicini - Sauli
- 2 doges : Balbi - Cambiaso - Chiavari - Della Torre - Lercari - Pinello - Veneroso - Viale
- 1 doge : Assereto - Ayroli - Canevaro - Chiavica Cibo - Cicala Zoaglio - Clavarezza - Da Passano - De Ferrari - De Fornari - De Marini - Della Rovere - Di Negro - Ferreti - Franzoni - Frugoni - Garbarino - Giudice Calvi - Odone - Promontorio - Saluzzo - Senarega - Vacca (ou Vaccari) - Vivaldi

À Gênes, où ne s'affirma pas une seigneurie et où l'union tardive de l'oligarchie préférait taire les guerres fratricides du passé, il n'y eut pas d'historiographie officielle qui aurait projeté dans le passé les gloires de la noblesse génoise. Ainsi, par cet aspect, véritable omerta du passé, des gloires comme des violences, l'histoire de la Superbe République semble moins glorieuse que celle de Venise, sa Sérénissime sœur rivale. Mais cela n'est qu'apparence trompeuse.

### République ligurienne, royaume de Sardaigne et royaume d'Italie

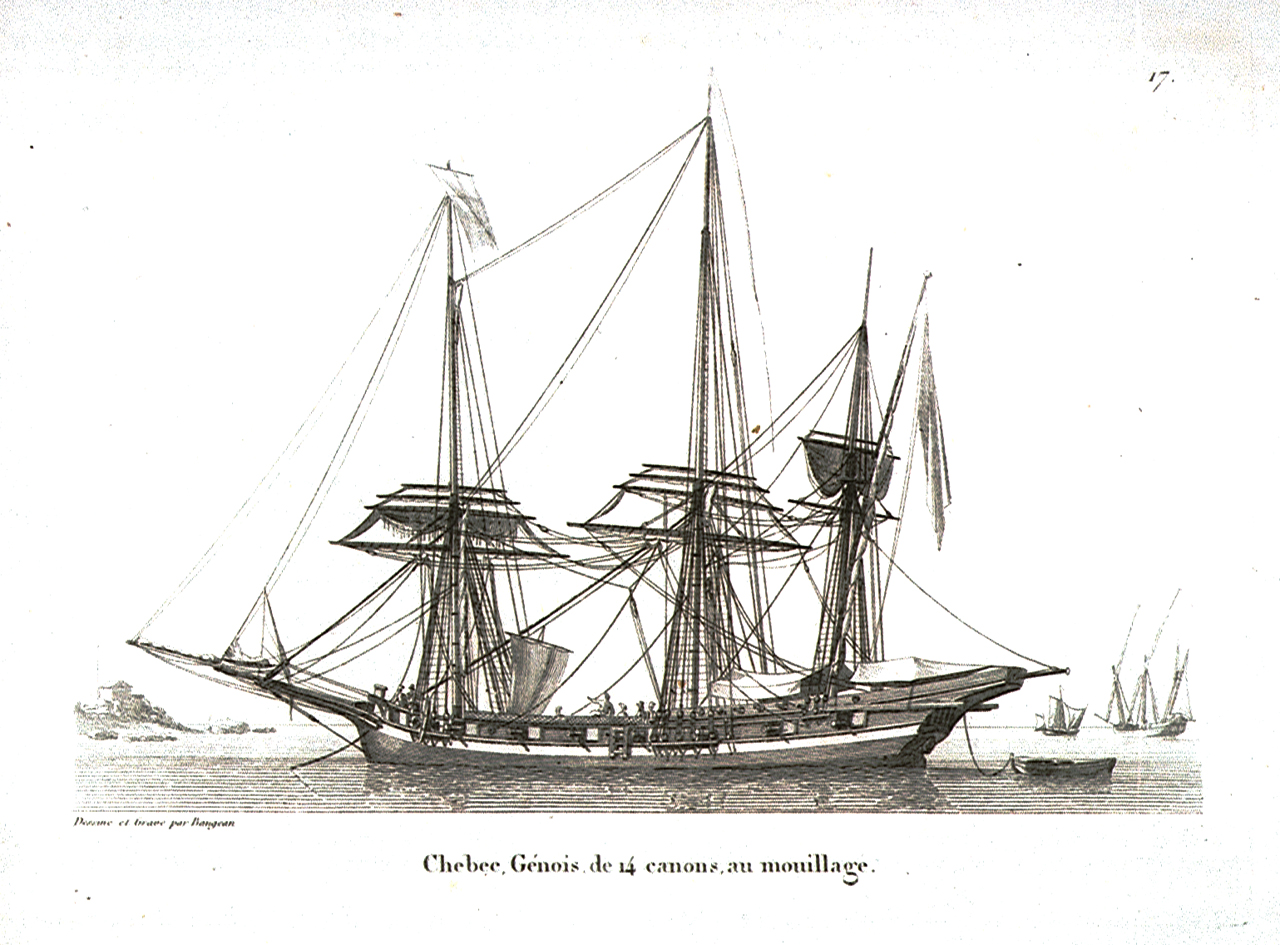
Chebec genois. Le Chebec avec ses voiles latines est un navire typiquement méditerranéen aux origines mêlées, italiennes et arabes.

En 1797, les armées de la République française avancent en Italie et un comité jacobin proclame une République ligurienne à Gênes, renversant ainsi l'ancienne république au profit d'une « république sœur ». Les aristocrates génois, dont le dernier doge Giacomo Maria Brignole, continuent la lutte en se disséminant dans l'Italie du Nord. Les Génois, attachés à leur république aristocratique, acceptent d'abord mal ce nouvel état calqué sur le modèle français. En novembre 1799, il y a une tentative de révolte de la Ville de Gênes, sous le commandement du noble Pasqual Adorno. Le complot pour le 5 novembre a été découvert et déjoué. 
L'année suivante, Gênes se donne un doge pour cinq ans en la personne d'un membre de la famille Durazzo. En 1802, il obtient un mandat à vie, comme le mandat de l'Empereur français. En 1805, la république est annexée à l'Empire français. En 1814, le territoire de l'ancienne république de Gênes ne retrouve pas son indépendance et est annexé au royaume de Sardaigne (Piémont). Le soulèvement génois contre la maison de Savoie en 1821, réprimé avec une grande effusion de sang, a éveillé les sentiments nationaux de la population.
Antoine-François-Hector Vulliet de la Saunière, marquis de Yenne, est à sa mort, survenue en 1830, Gouverneur général de Gênes. En 1849, les troupes de Savoie, sous les ordres du général Alfonso La Marmora, répriment durement une insurrection provoquée par le mécontentement populaire. En 1853, Giovanni Ansaldo et Raffaele Rubattino fondèrent la société industrielle Ansaldo. Gênes joue un rôle clé pour le Risorgimento grâce au travail de Giuseppe Mazzini, Nino Bixio, Goffredo Mameli. De Gênes (Quarto dei mille) a commencé l'Expédition des Mille, dirigée par Giuseppe Garibaldi.
En 1861, Gênes, avec tout le royaume de Sardaigne, sont intégrés dans le nouveau royaume d'Italie.
En 1892, à Gênes par Filippo Turati, Andrea Costa et Anna Kuliscioff a été créé le Parti socialiste italien, la ville est devenue un important centre industriel et le port d'embarquement pour de nombreux émigrés italiens s'en allant tenter leur chance en Amérique. Les immigrants génois en Argentine créent le quartier de Buenos Aires appelé La Boca et en 1905 toujours grâce aux immigrants génois sera fondé le Club Atlético Boca Juniors.

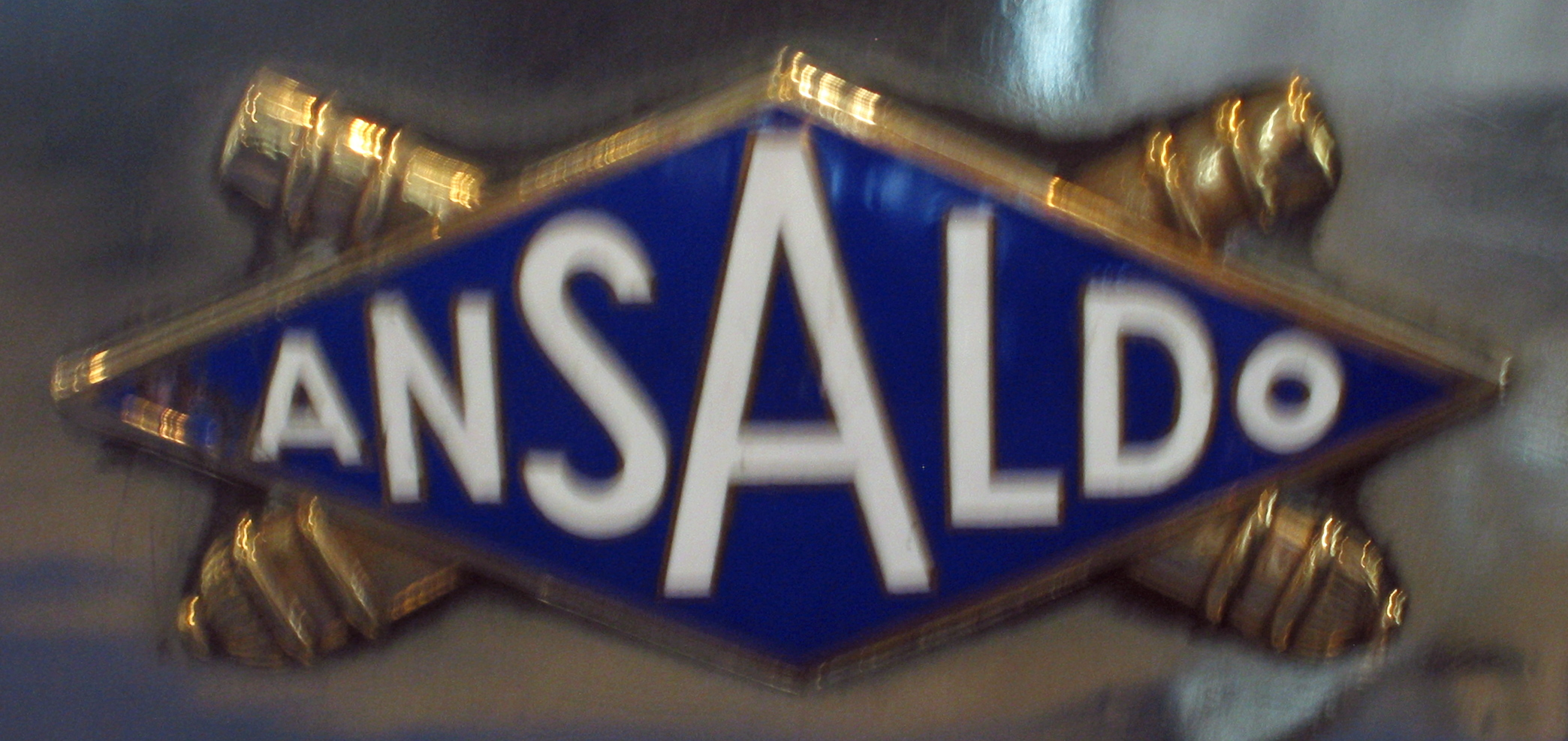
Ansaldo 1853.
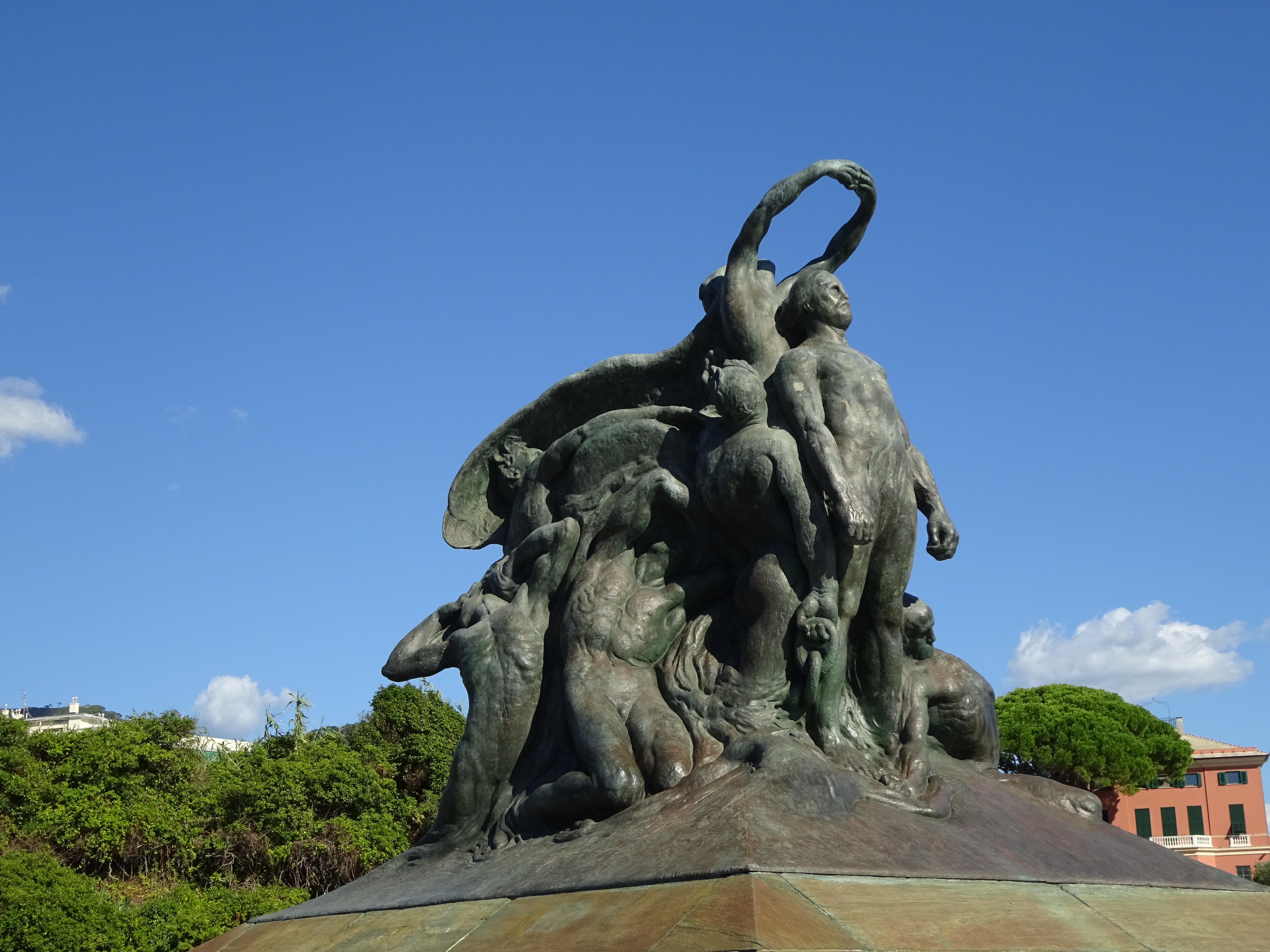
Monument en mémoire de l'Expédition des Mille.
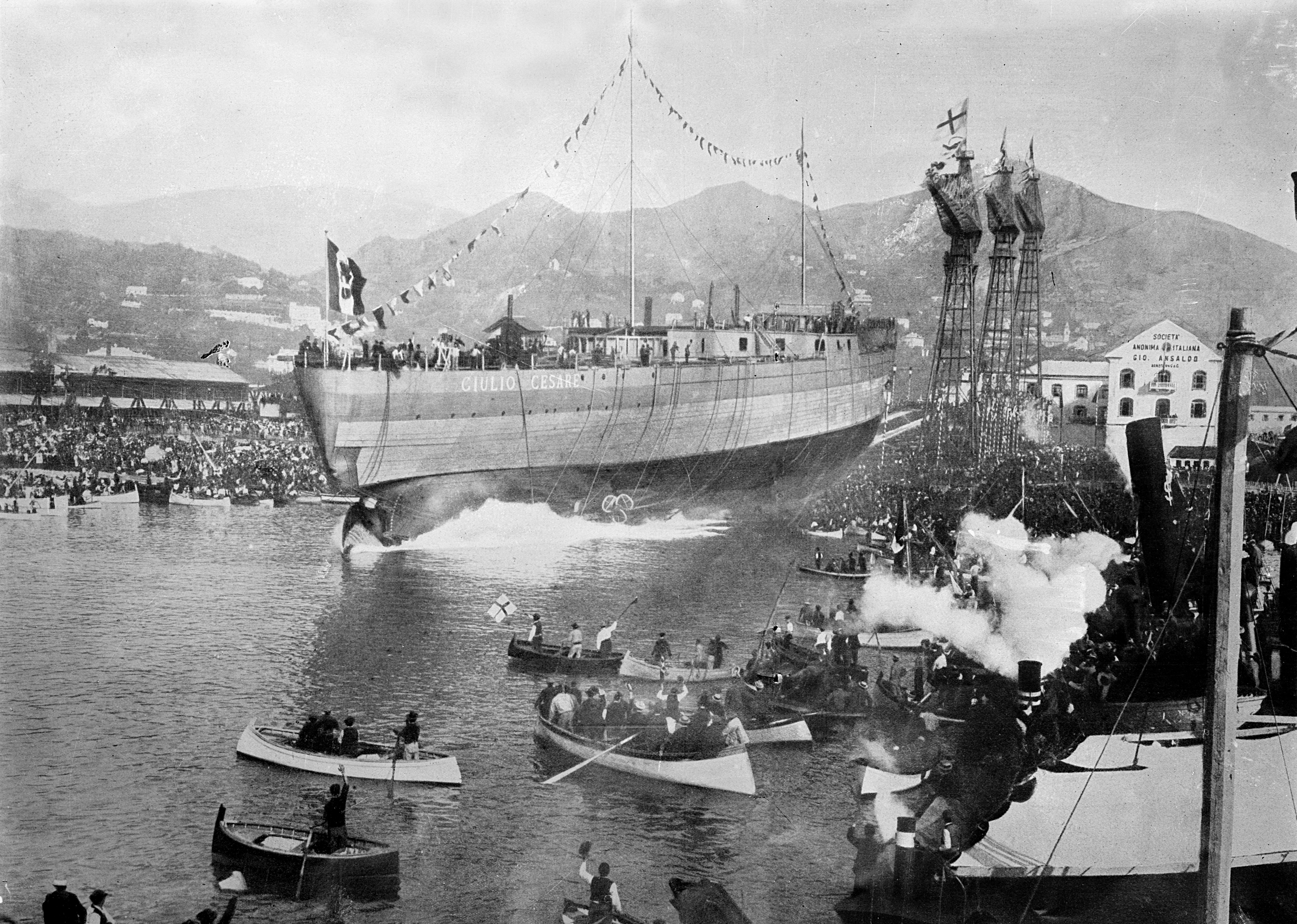
Chantiers navals de Sestri Ponente.

### XXesiècle

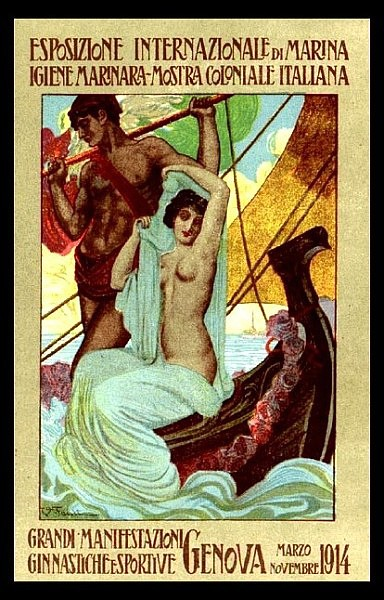
Exposition Internationale.

Le XXe siècle pour la ville de Gênes commence par l'Exposition Internationale de 1914. Sous le fascisme, la Grande Gênes est constituée. Pendant cette période, de nombreuses œuvres urbaines ont été réalisées et en 1931, les chantiers navals de Sestri Ponente lancent le transatlantique Rex. Au cours de la Seconde Guerre mondiale, la flotte britannique bombarde Gênes et un obus tombe dans la cathédrale San Lorenzo sans exploser. Une copie est maintenant visible pour le public dans le collatéral droit de la cathédrale. La ville fut libérée par les partisans, le 25 avril 1945, quelques jours avant l'arrivée des Alliés.
Après la guerre, la ville de Gênes devient un des sommets du triangle industriel avec Turin et Milan. Les chantiers navals de Sestri Ponente construisent le transatlantique Andrea Doria. À la fin des années 1990 commence le développement de la Fiera di Genova, zone d'expositions (par exemple le Salon Nautique et Euroflora) à l'embouchure du Bisagno.

### XXIesiècle
En juillet 2001, le 27e sommet du G8 se tient dans la ville. Il est éclipsé par de violentes manifestations au cours desquelles Carlo Giuliani, un militant altermondialiste, sera tué lors d'une confrontation avec la police italienne (voir l'article « émeutes anti-G8 de Gênes de 2001 »). En 2007, quinze fonctionnaires, parmi lesquels figuraient des policiers, agents pénitentiaires et deux médecins, ont été reconnus coupables par un tribunal italien d'avoir maltraité des manifestants. Un juge a prononcé des peines de prison allant de cinq mois à cinq ans.
En 2004, l'Union européenne a désigné Gênes comme capitale européenne de la culture, avec la ville française de Lille.
Le 14 août 2018, le pont Morandi, section autoroutière qui surplombe plusieurs quartiers de la ville, s'effondre, provoquant la mort de 43 personnes. Le 3 août 2020, le viaduc Gênes-Saint-Georges est inauguré à la place de l'ancien pont.

## Culture

### Arts textiles
Les arts textiles ont été florissants à Gênes.
Au XIIIe siècle, la république de Gênes avait le monopole du commerce de l'alun, minéral essentiel pour la fixation des couleurs sur les tissus, en particulier la soie et le velours. La fabrication et l'exportation de tissus précieux s'y sont développées : le velours de Gênes et la soie, qui a fait la fortune de Zoagli, petit bourg des environs.
La toile de jean doit sans doute son nom à la ville de Gênes. D'abord utilisé par la marine génoise pour ses voiles et les vêtements de ses marins, ce tissu a aussi servi pour l'habillement des plus pauvres, comme le montrent les tableaux du Maestro della tela di Genova. La toile est aussi présente dans l'art religieux, soit en support (La Déposition du Christ de Teramo Piaggio), soit en représentation (Martyre de saint André de Teramo Piaggio et Antonio Semini).

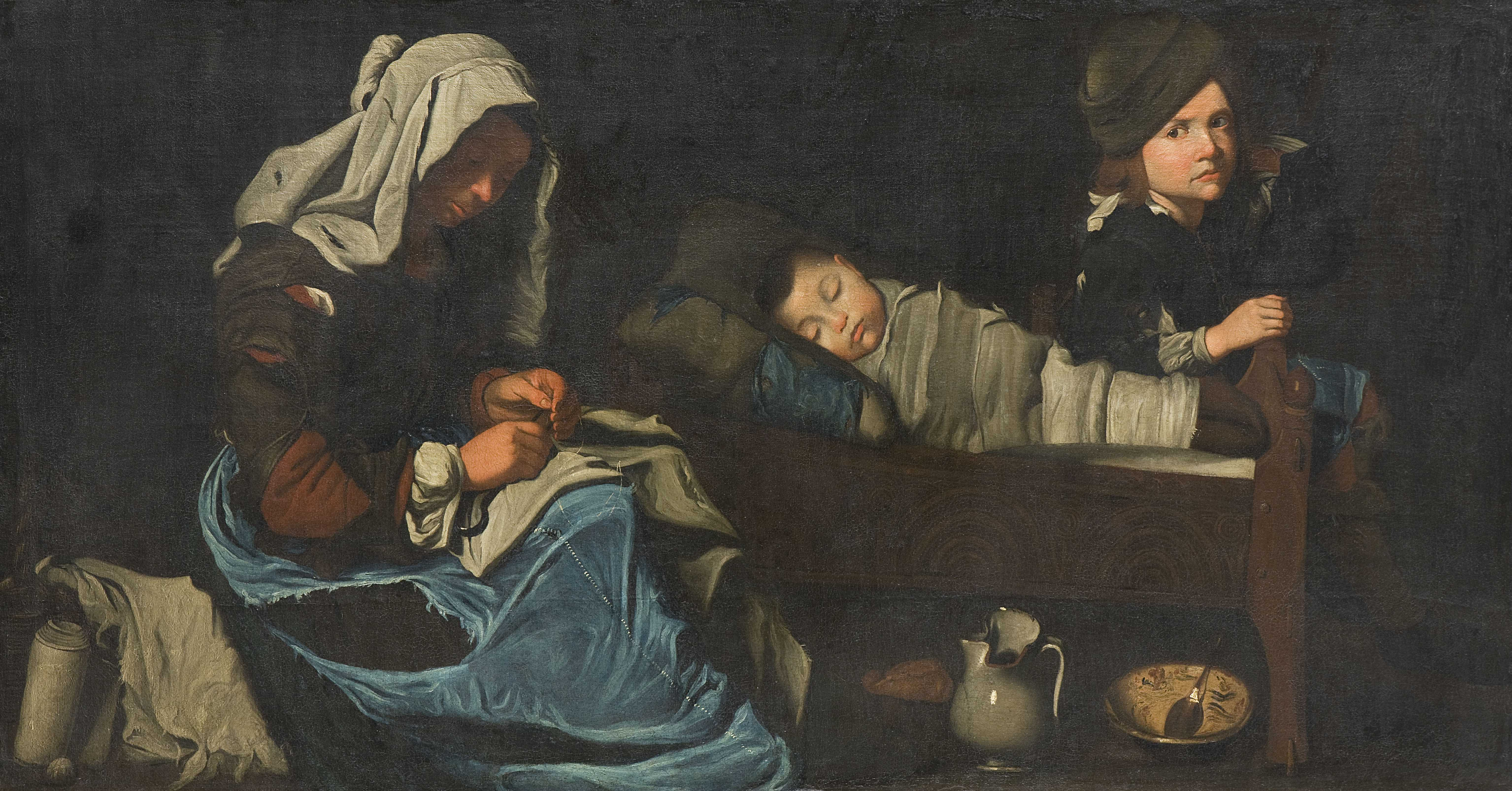
Femme cousant avec deux enfants.
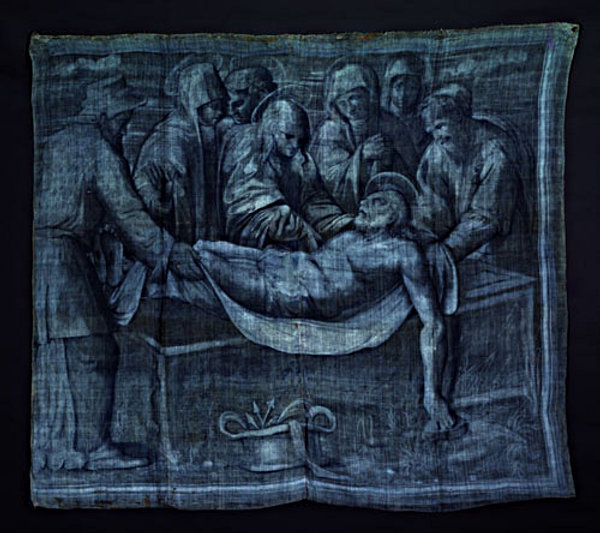
La Déposition du Christ.
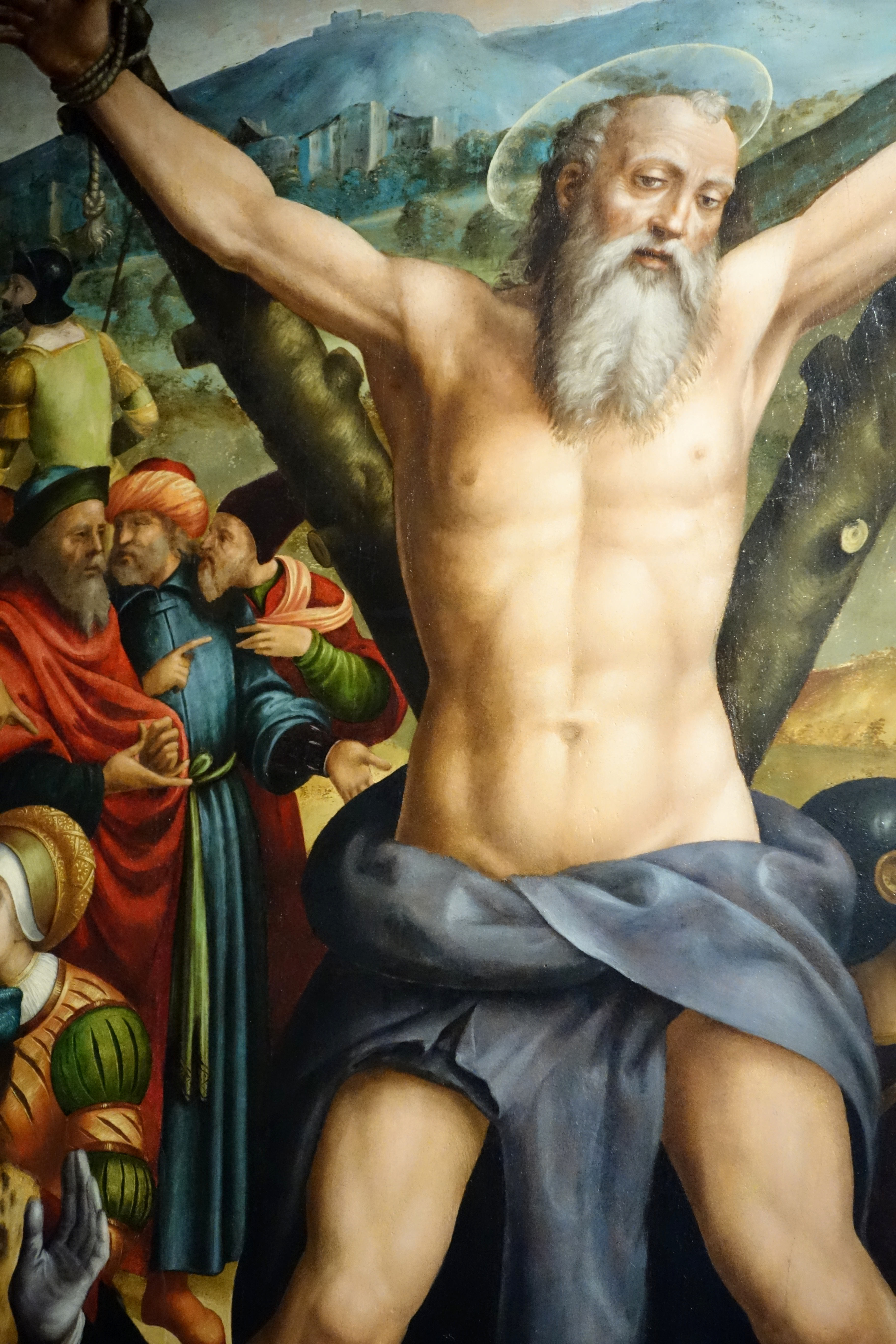
Martyre de saint André.

### Monuments et patrimoine

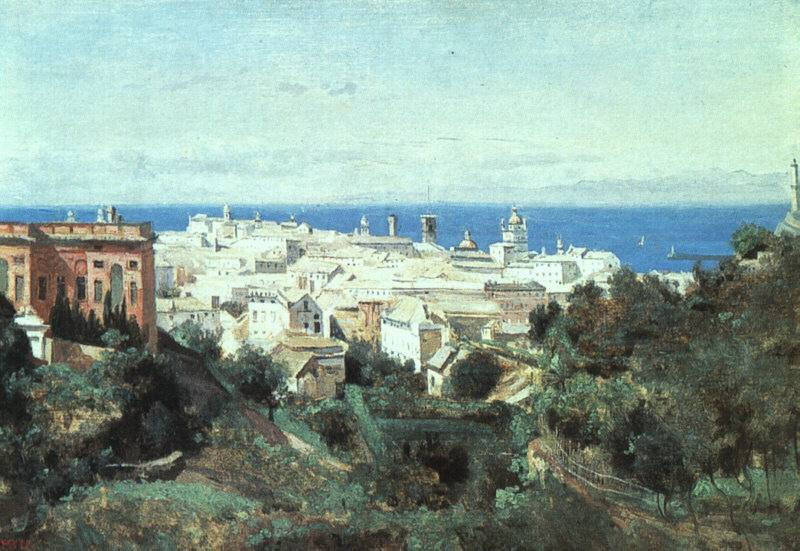
Vue de Gênes
Camille Corot, 1834
Art Institute of Chicago.

Le centre historique de Gênes s'articule en un dédale de places et de caruggi étroits (ruelles génoises typiques). 
Les symboles de la ville sont la Lanterna (phare de 117 mètres de haut), l'un des plus anciens encore en fonction, visible au loin de la mer (au-delà de 30 kilomètres), et la fontaine monumentale de la Piazza De Ferrari, récemment restaurée, véritable cœur de la vie citadine. Près de la Piazza De Ferrari et du Teatro Carlo Felice se trouve la galerie Mazzini, un passage couvert typique du XIXe siècle avec de nombreuses boutiques élégantes et des cafés. Dans les quartiers principaux du centre historique, médiéval, Renaissance et du port :
- Les ruelles, i vicoli, celles du Sottoripa descendant vers le port.
- Le Porto Antico (Vieux Port) avec le plus grand aquarium d’Italie et d'Europe et le Galata - Museo del mare consacré au monde maritime.
- La Lanterna, un des phares les plus anciens encore en fonction, haut de 117 mètres, il domine la ville et la mer depuis le XVIe siècle.
- La Loggia dei Mercanti (Loge des Banquiers, l'ancienne Bourse).
- Le Teatro Carlo Felice (1828).
- Le Théâtre Gustavo Modena, ou Teatro Nazionale di Genova.
- La Porta Soprana, ancienne porte d'entrée de la ville.
- La Galleria Mazzini, passage couvert métallique du XIXe siècle.
- La piazza De Ferrari.
- Les palais et le Système des palais des Rolli : les célèbres Strade Nuove sont via Garibaldi (Strada Nuova), via Cairoli (Strada Nuovissima) et via Balbi (Strada Balbi). A Gênes, il y a 114 palais nobles dont 42 sont inscrits sur la Liste du patrimoine mondial. Parmi les palais les plus importants figurent :
  - Le Palazzo Reale
  - Le Palazzo San Giorgio (palais Saint-Georges, siège de la banque fondée en 1407)
  - Le Palazzo Ducale (palais des Doges)
  - Le Palazzo Bianco
  - Le Palazzo Rosso
  - Le Palazzo Doria-Tursi
  - Le Palazzo Podestà
  - Le Palazzo della Meridiana
  - Le Palazzo Lamba Doria
  - Le Palazzo Doria del Principe 
  - Le livre écrit par Pierre Paul Rubens intitulé : Palazzi di Genova
  - Liste des palais de la ville de Gênes

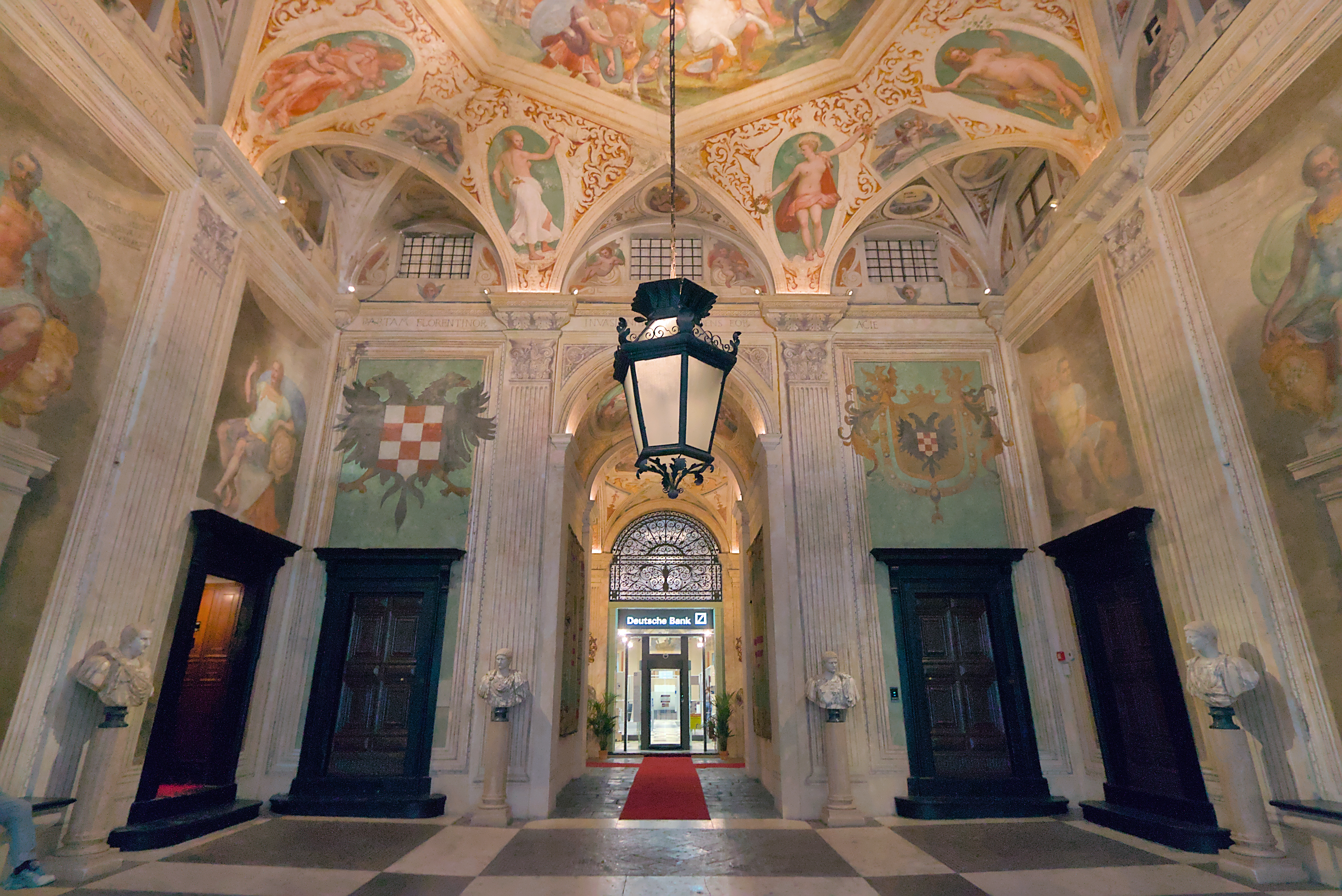
Hall du Palazzo Angelo Giovanni Spinola.
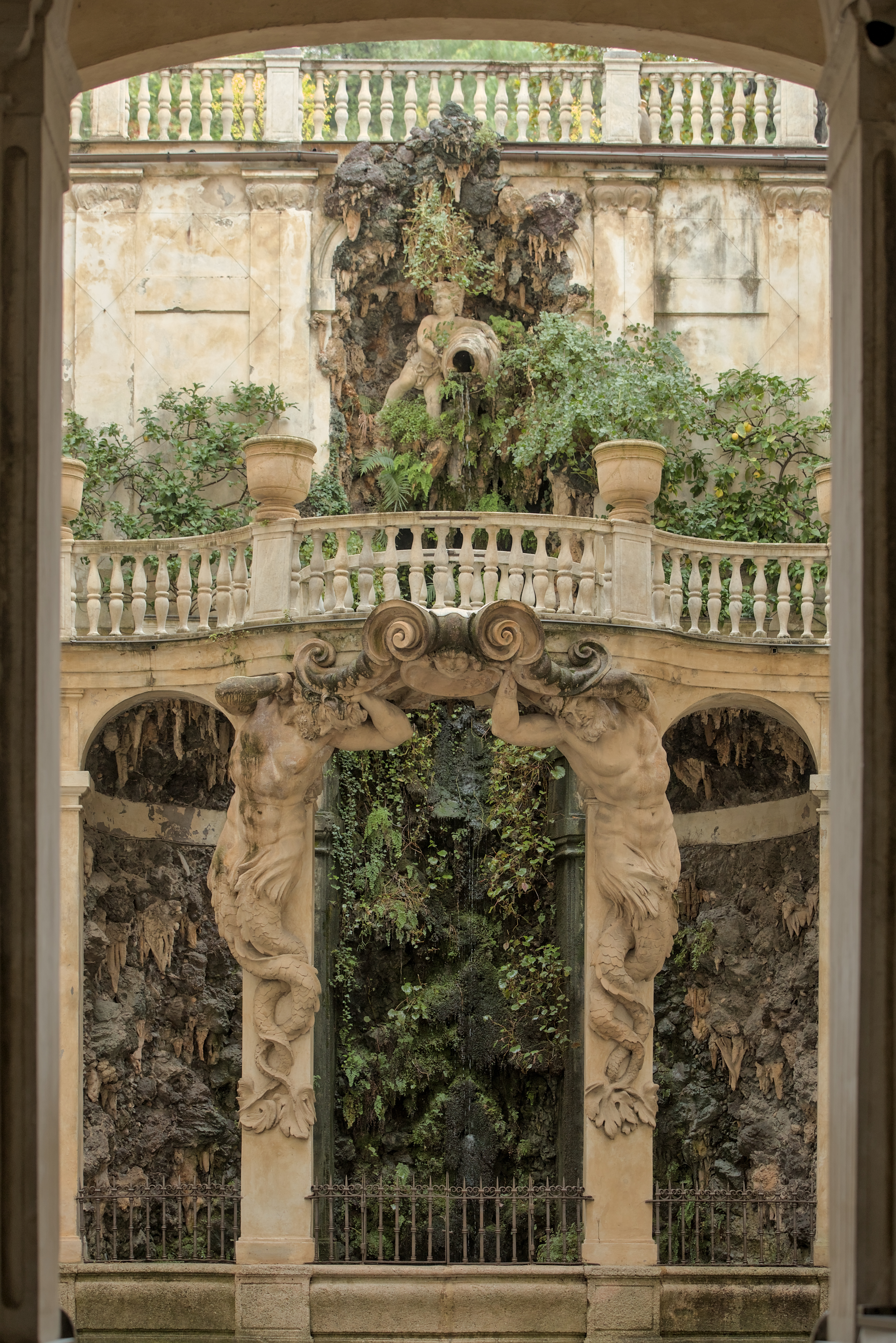
Nympheum du Palazzo Podestà.
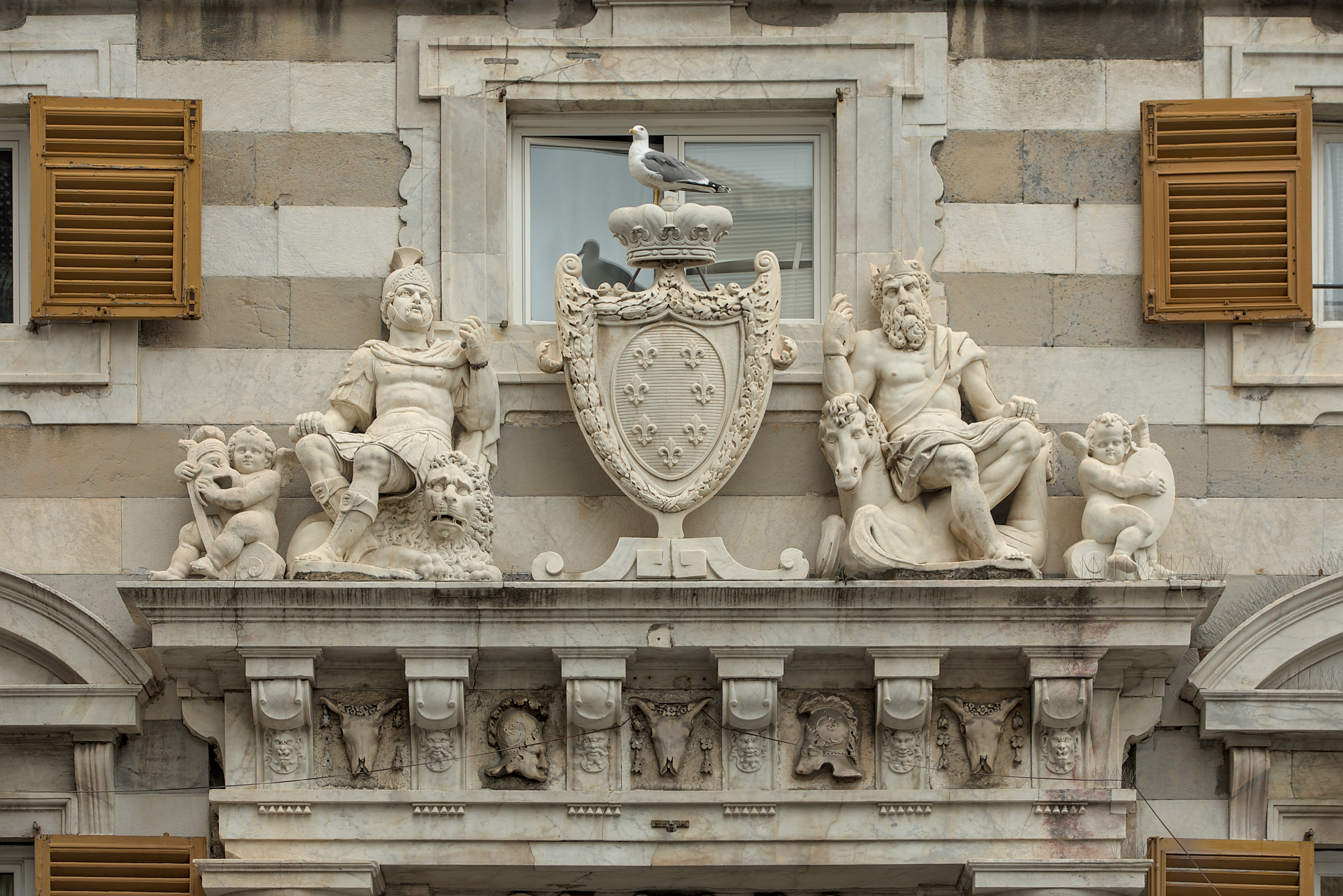
Fronton de la porte principale du Palazzo Sinibaldo Fieschi.

- Les édifices religieux :
  - Le Duomo di San Lorenzo (cathédrale Saint-Laurent) où était conservé le Sacro Catino
  - L'église du Gesù et des Saints Ambroise et André (Circoncision de Rubens, retable du maître-autel)
  - L'église de San Giovanni di Prè
  - L'église San Donato
  - L'église Santa Maria di Castello
  - La basilique Santissima Annunziata del Vastato
  - La basilique Santa Maria Immacolata
  - La basilique Santa Maria Assunta
  - La basilique Santa Maria delle Vigne
  - L'église San Pancrazio
  - La basilique San Siro
  - L'église San Matteo

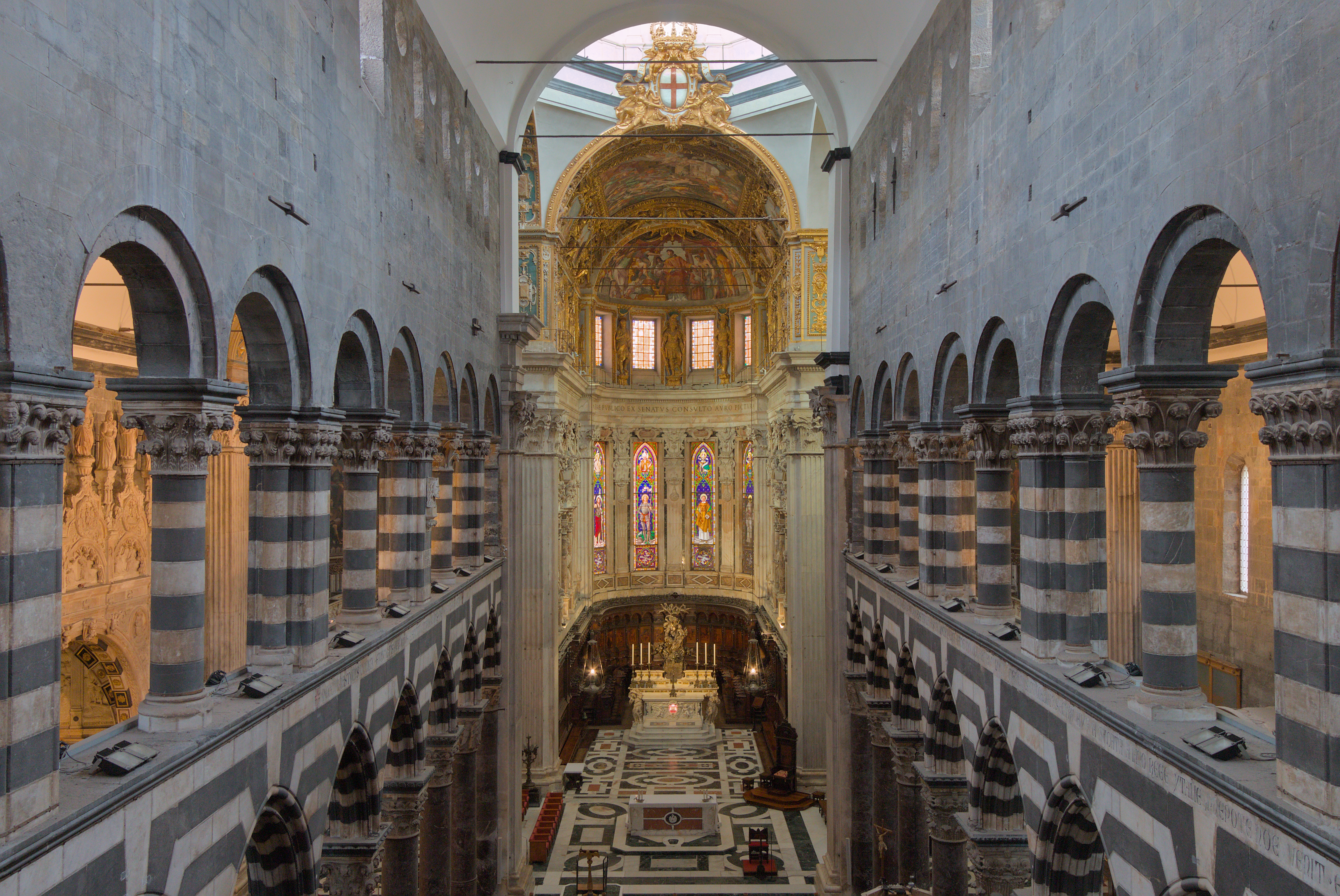
Nef de la cathédrale Saint-Laurent.
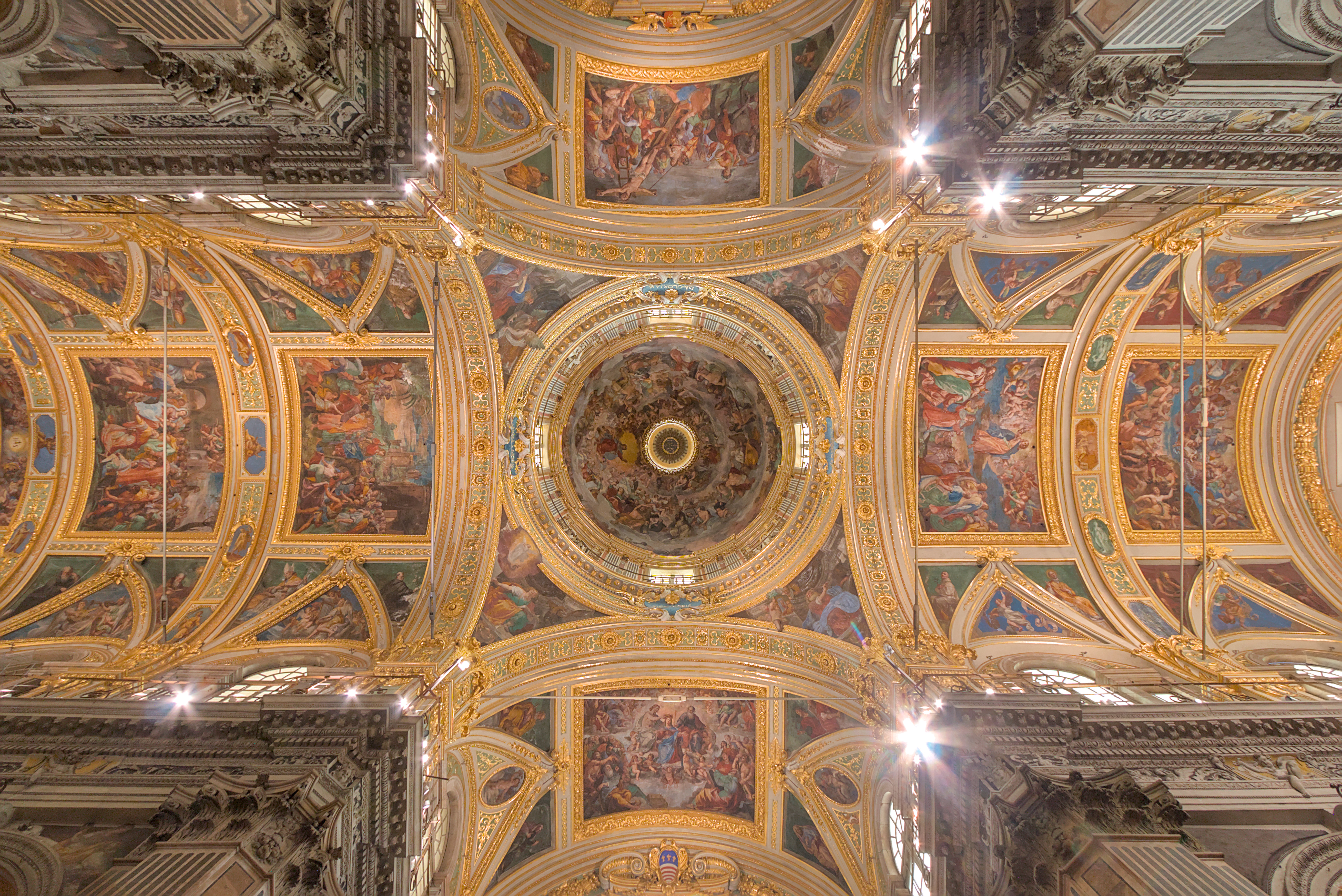
Voûte de l'église du Gesù.
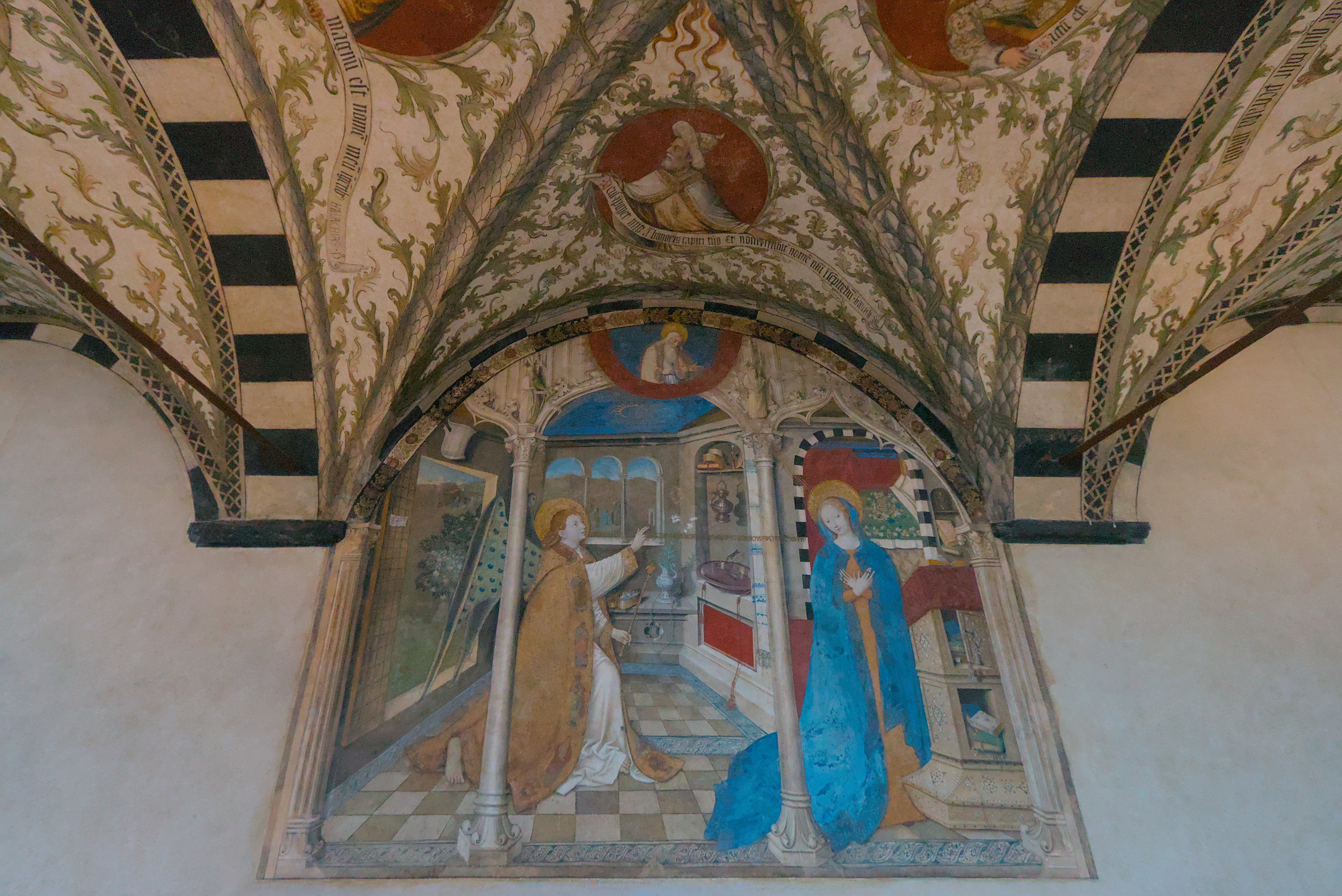
Annonciation de Just de Ravensbourg, dans le couvent Santa Maria di Castello.

- Les musées d'art de la Strada Nuova (maintenant Via Garibaldi) : Musei di Strada Nuova
- La Galerie nationale du palais Spinola
- L'église-musée Sant'Agostino
- Le jardin botanique Clelia Durazzo Grimaldi
- Le château d'Albertis qui abrite un musée consacré aux cultures du monde
- Le château Mackenzie, de style néogothique.

En périphérie :
- Dispersées autour de la ville se trouvent de nombreuses villas, construites entre le XVe et le XXe siècle. Parmi les plus connues : 
  - Villa Brignole Sale Duchessa di Galliera et son parc public de 25 hectares
  - Villa Centurione del Monastero
  - Villa Durazzo-Pallavicini, qui abrite le musée d'Archéologie ligure
  - Villa Doria Centurione
  - Villa Durazzo Bombrini
  - Villa Giustiniani-Cambiaso
  - Villa Rossi Martini
  - Villa Imperiale Scassi
  - Villa Grimaldi Fassio
  - Villa Negrone Moro
  - Villa Di Negro Rosazza, qui abrite le musée d'art moderne, dans les parcs de Nervi
  - Villa Saluzzo Serra
  - Villa delle Peschiere
  - Villa Imperiale
  - Villa Saluzzo Bombrini

- Le cimetière monumental de Staglieno
- les quartiers balnéaires de Boccadasse et de Nervi, anciens villages de pêcheurs.

### Cuisine
C'est à Gênes en 1574 que la première Guilde des Pastai fut formée avec son propre statut (Capitoli dell'arte dei Fidelari). Outre la paternité revendiquée du pesto, de la focaccia génoise, du jean et du jeu de loterie, Gênes lie également son nom à la naissance, avec d'autres villes, de la coutume de l'apéritif.

## Éducation
Les premières formes organisées d'enseignement supérieur à Gênes remontent au XIIIe siècle, lorsque les collèges privés avaient le droit de décerner des diplômes en médecine, philosophie, théologie, droit, arts. Aujourd'hui, l'Université de Gênes, fondée en 1481, est l'une des plus grandes d'Italie, avec 11 facultés, 51 départements et 14 bibliothèques. En 2007-2008, l'université comptait 41 000 étudiants et 6 540 diplômés.

## Personnalités liées à Gênes

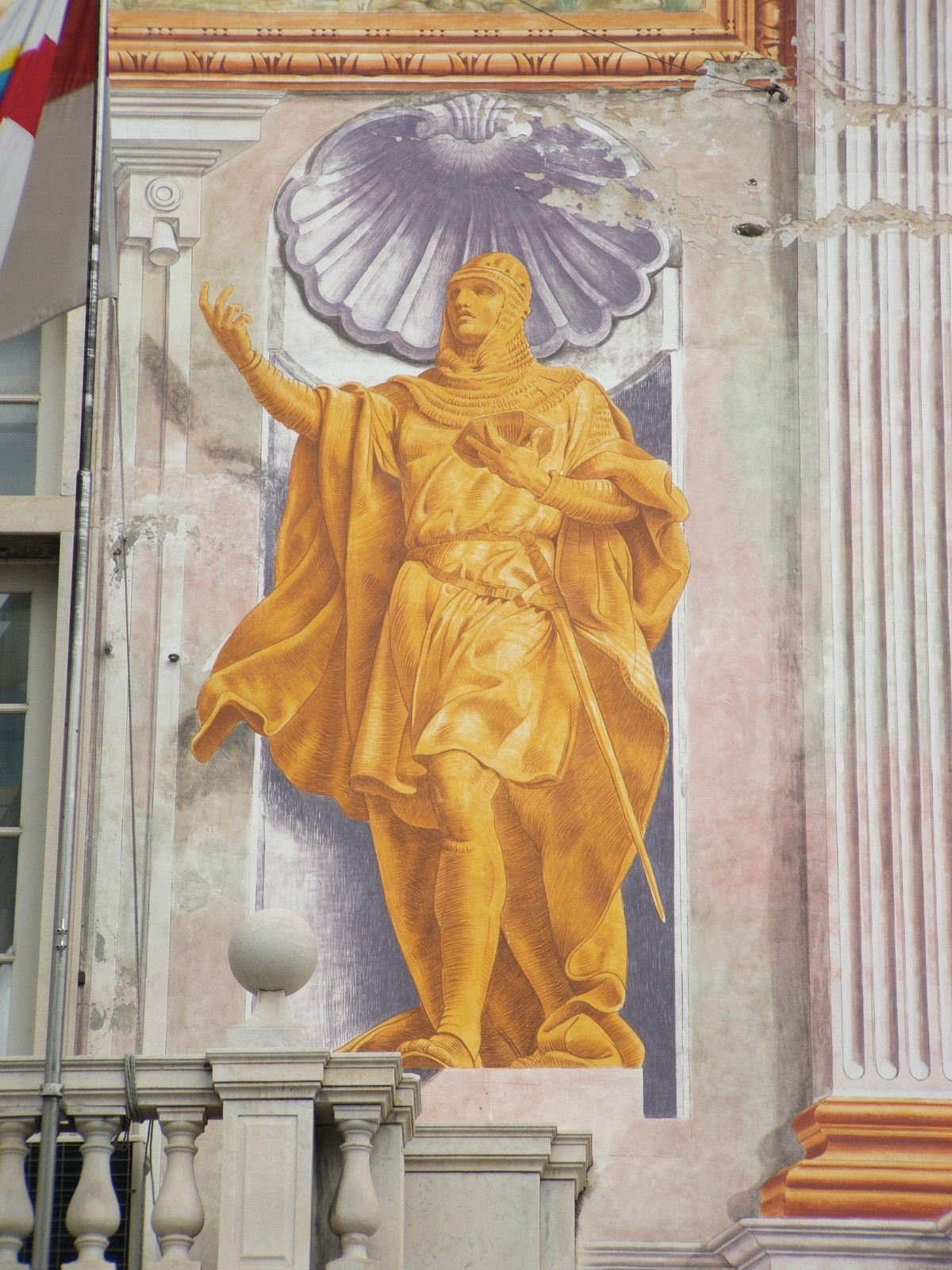
Guglielmo Embriaco
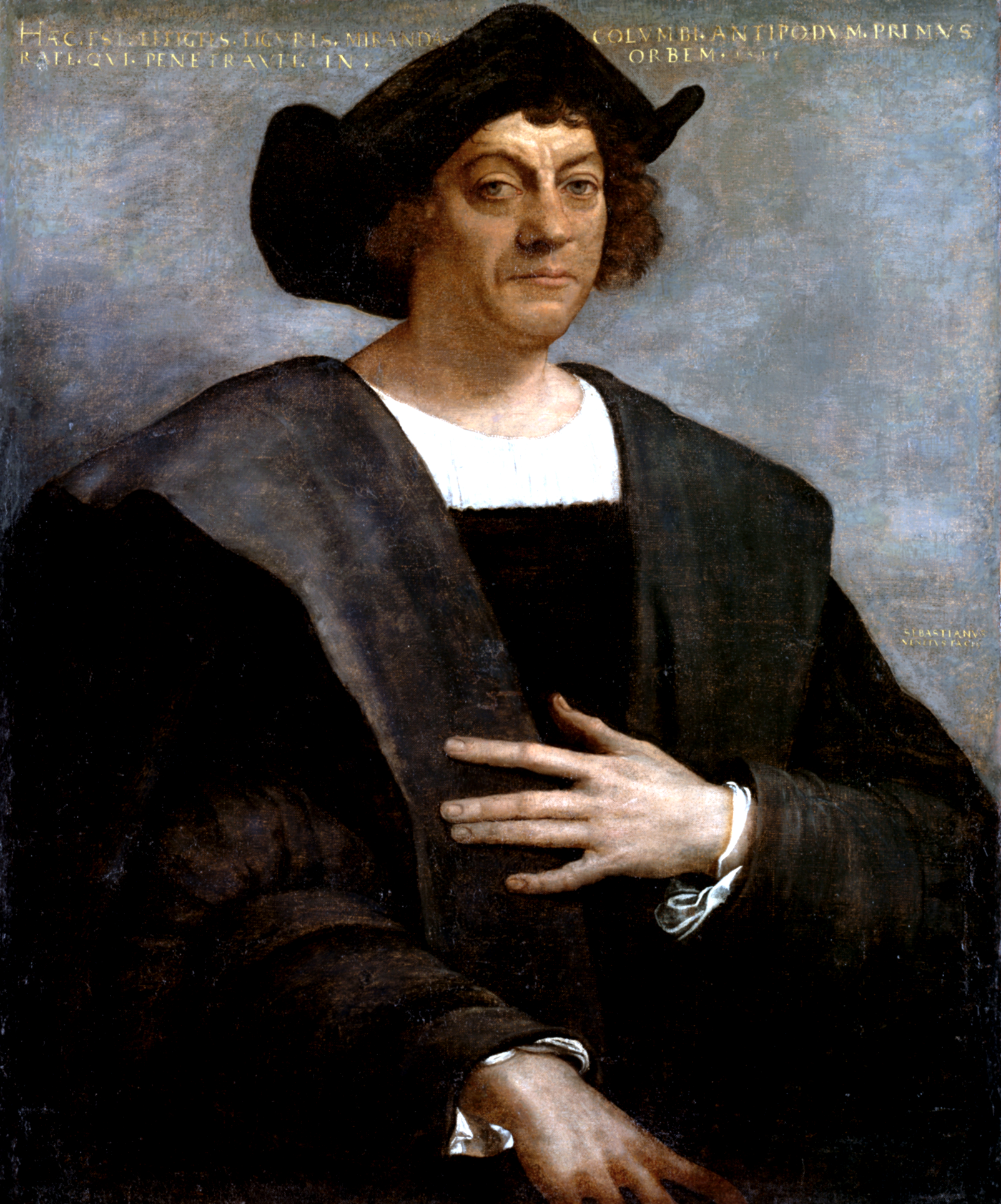
Christophe Colomb
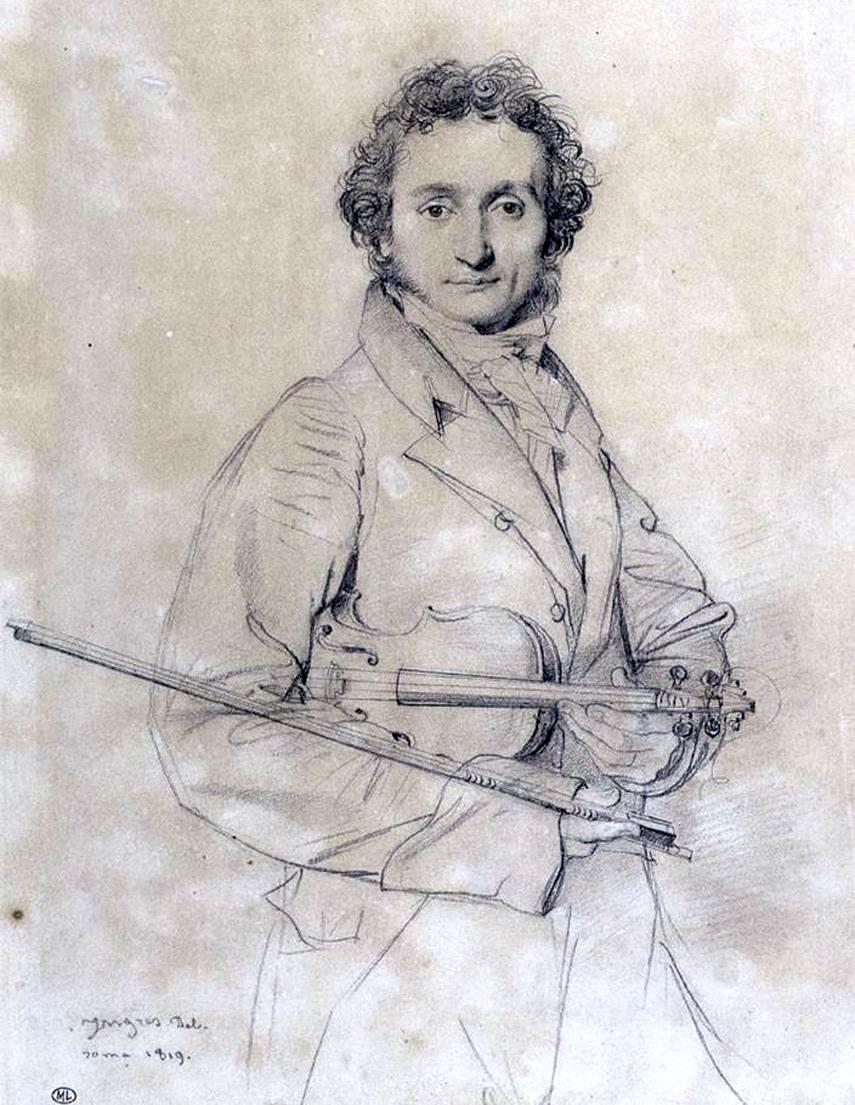
Niccolò Paganini
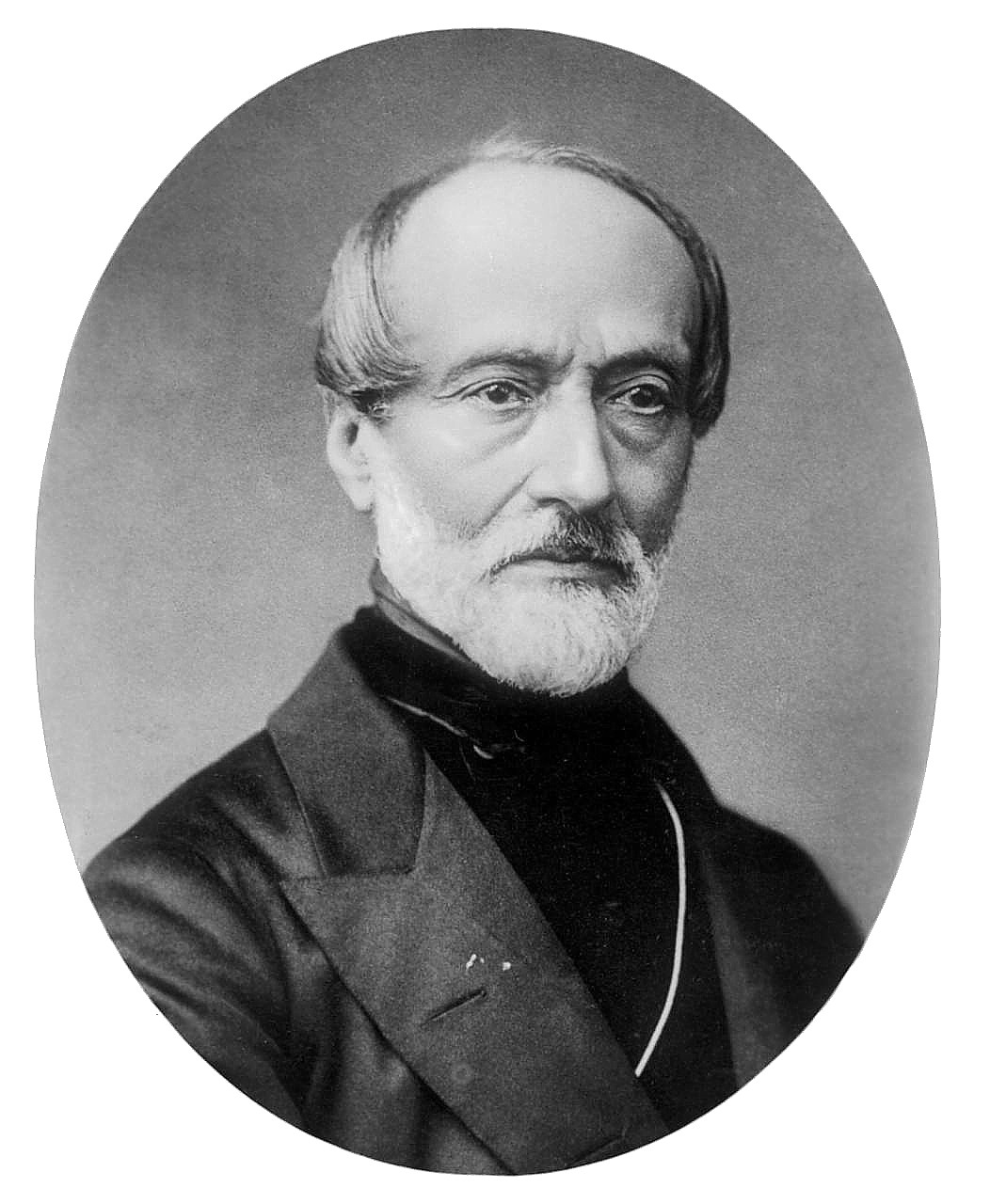
Giuseppe Mazzini
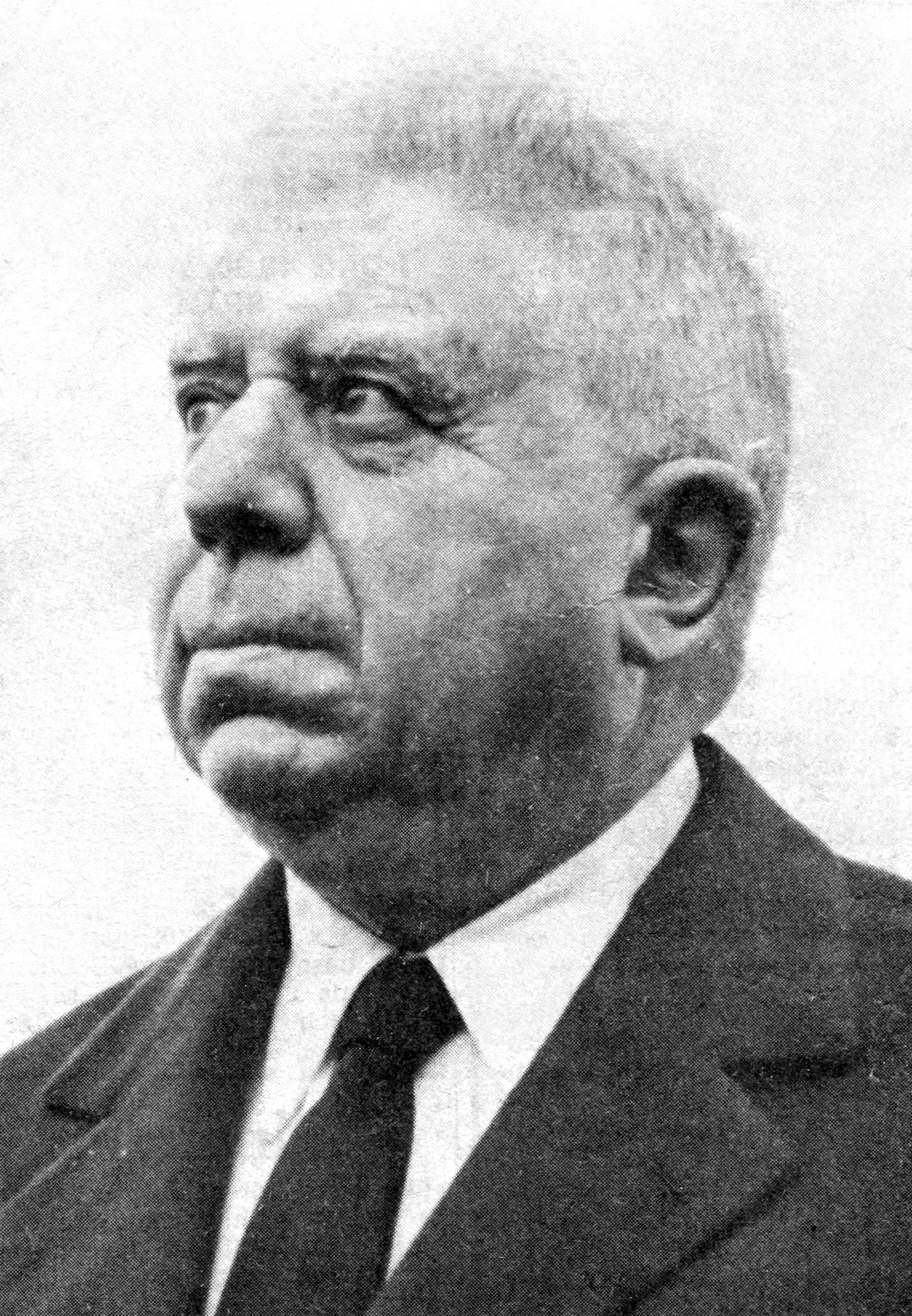
Eugenio Montale
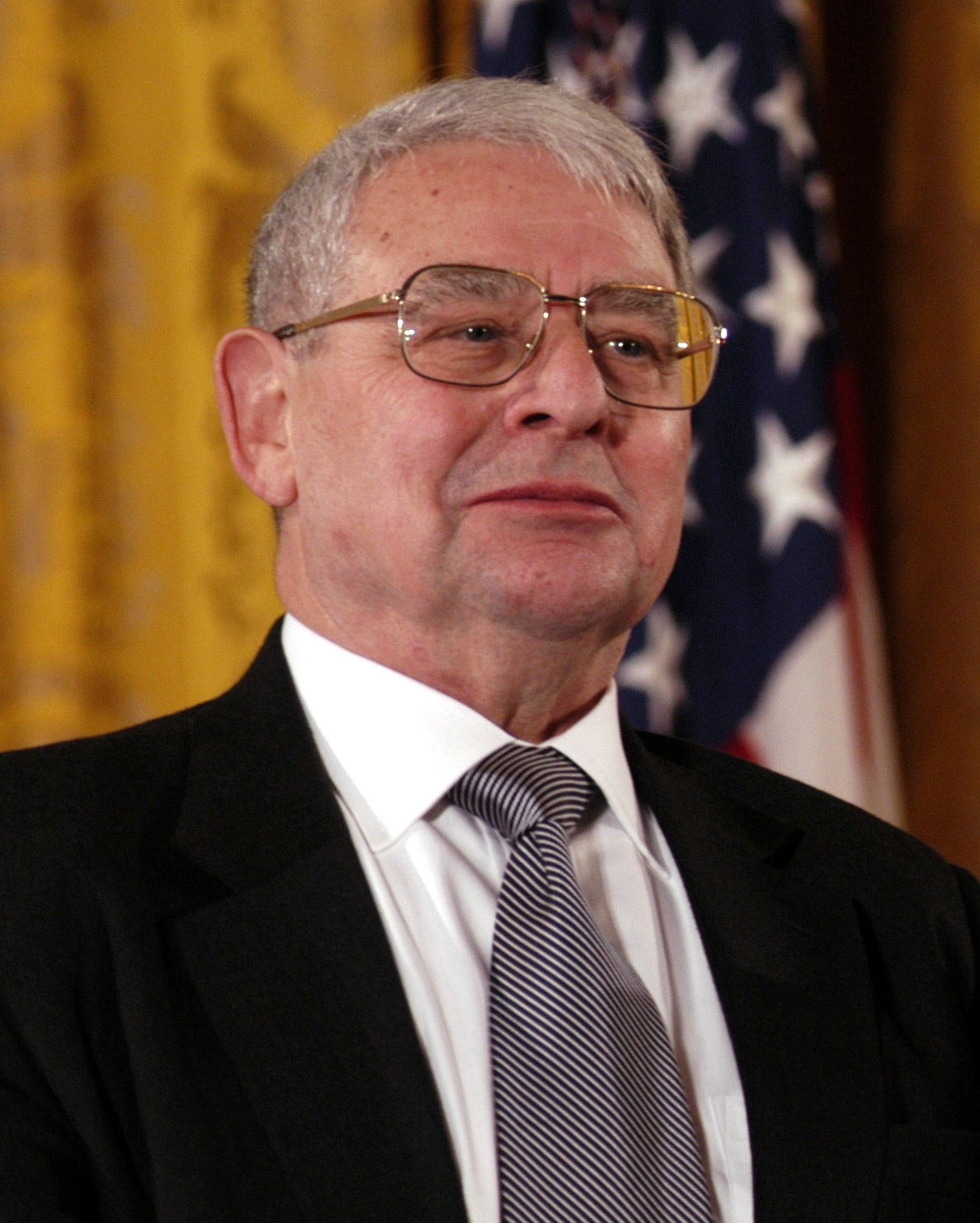
Riccardo Giacconi
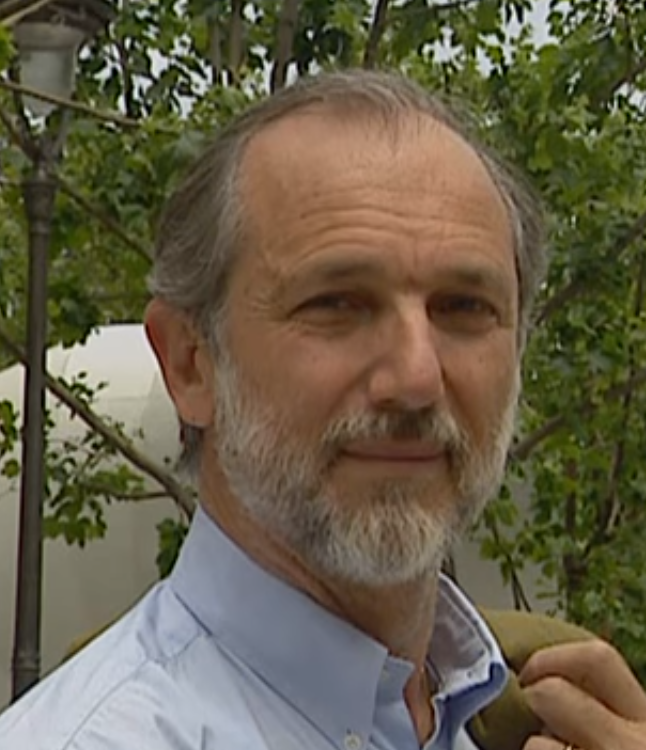
Renzo Piano
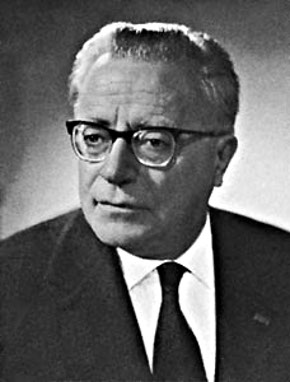
Palmiro Togliatti

- le saint Romule de Gênes (Ve siècle)
- le chroniqueur Caffaro di Rustico da Caschifellone (1050-1164)
- le pape Innocent IV (1180-1254)
- le troubadour Perceval Doria (1195-1264)
- les explorateurs, navigateurs et marchands Vandino et Ugolino Vivaldi (XIIIe siècle)
- le corsaire et amiral Enrico Pescatore (XIIIe siècle)
- le pape Adrien V (1205-1276)
- le chroniqueur et archevêque de Gênes Jacques de Voragine (1228-1298), auteur de La Légende dorée
- le navigateur Benedetto Zaccaria (1248-1307)
- le cartographe Pietro Vesconte (actif entre 1310 et 1330)
- le navigateur Lancelot Maloisel ( -1385)
- l'architecte Leone Battista Alberti (1404-1472)
- le pape Innocent VIII (1432-1492)
- sainte Catherine de Gênes ou Caterina Fieschi Adorno (1447-1510), mystique
- le navigateur Jean Cabot (1450-1498)
- le navigateur et explorateur Cristoforo Colombo (Christophe Colomb) (Gênes, 1451-1506)
- le condottiere et amiral Andrea Doria (1466-1560)
- le religieux Fabiano Chiavari (1489-1569)
- le compositeur, luthiste et éditeur de musique Simone Molinaro (1565-1615)
- le mathématicien Jean-Baptiste Baliani (1582-1666)
- le peintre Nicolò da Voltri, actif à Gênes de 1394 à 1417
- le cardinal Lorenzo Cibo de' Mari (1450/1451-1503)
- le cardinal Alderano Cibo (1613-1700)
- les peintres de l'École Génoise :
  - Luca Cambiaso (1527-1585)
  - Bernardo Strozzi (1581-1622)
  - Giovanni Benedetto Castiglione (1609-1664)
  - Baciccio (1639-1709)
  - le sculpteur Filippo Parodi (1630-1702)
  - Alessandro Magnasco (1667-1749)
- le sculpteur, dessinateur, peintre et architecte marseillais Pierre Puget travaille à Gênes de 1661 à 1668
- le mathématicien Giovanni Battista Pisani, actif à Gênes au XVIIe siècle
- la religieuse Marie Diomire du Verbe Incarné (1708-1768)
- le rebelle Giovan Battista Perasso dit Balilla (1735-1781)
- le marin et corsaire Giuseppe Bavastro (1760-1833)
- l'architecte Carlo Barabino (1768-1835)
- le librettiste et poète Felice Romani (1788-1865)
- le violoniste Niccolò Paganini (1782-1840)
- l'archevêque de Turin Luigi Fransoni (1789-1862)
- le missionnaire et diplomate Giuseppe Sapeto (1811-1895)
- le violoniste Camillo Sivori (1815-1894)
- le compositeur Cesare Pugni (1802-1870)
- le philosophe, journaliste, révolutionnaire et homme politique Giuseppe Mazzini (1805-1872)
- le poète Goffredo Mameli (1827-1849) et le compositeur Michele Novaro (1818-1885) qui ont écrit l'hymne national italien
- le prêtre, journaliste et philosophe Cristoforo Bonavino (1821-1895)
- l'homme politique Nino Bixio (1821-1873)
- l'entrepreneur et armateur Raffaele Rubattino (1810-1881)
- l'entrepreneur Giovanni Ansaldo (1814-1859)
- l'entrepreneur Rinaldo Piaggio (1864-1938), créateur de la célèbre firme Piaggio
- le graveur et peintre Edoardo Chiossone (1833-1898)
- le géologue et homme politique Lorenzo Pareto (1800-1865)
- le naturaliste Giacomo Doria (1840-1913)
- le géologue Arturo Issel (1842-1922)
- l'explorateur Enrico Alberto D'Albertis (1846-1932)
- le pape Benoît XV (1854-1922)
- le prince Emmanuel-Philibert de Savoie (1869-1931) , duc d'Aoste
- le peintre Rubaldo Merello (1872-1922)
- l'acteur de cinéma Bartolomeo Pagano (1878-1947)
- l'écrivain et poète Camillo Sbarbaro (1888-1967)
- l'écrivain Eugenio Montale (1896-1981), prix Nobel de littérature en 1975
- l'homme politique Palmiro Togliatti (1893-1914)
- l'actrice Giuditta Rissone (1895-1977)
- le cardinal Giuseppe Siri (1906-1989)
- le compositeur Angelo Francesco Lavagnino (1909-1987)
- le chanteur Natalino Otto (1912-1969)
- l'archéologue Luigi Bernabò Brea (1910-1999)
- l'homme politique Paolo Emilio Taviani (1912-2001)
- le plongeur naval et homme politique Luigi Durand de la Penne (1914-1992)
- le réalisateur Pietro Germi (1914-1974)
- l'architecte d'intérieur Renzo Mongiardino (1916-1998)
- la journaliste Fernanda Pivano (1917-2009)
- le peintre Eugenio Carmi (1920-2016)
- l'acteur Franco Silva (1920-1995)
- le scénographe et illustrateur Emanuele Luzzati (1921-2007)
- le chercheur spécialiste de la génétique des populations Luigi Luca Cavalli-Sforza (1922-)
- le peintre contemporain abstrait Emilio Scanavino (Gênes, 1922 - Milan, 1986)
- l'acteur de cinéma et de théâtre Vittorio Gassman (Gênes, 1922 - Rome, 2000).
- l'acteur Alberto Lupo (1924-1984)
- l'actrice Eleonora Rossi Drago (1925-2007)
- le dessinateur Giovan Battista Carpi (1927-1999)
- le réalisateur et scénariste Giuliano Montaldo (1930-)
- le poète et écrivain Edoardo Sanguineti (1930-2010)
- le champion olympique de boxe Aureliano Bolognesi (1930-2018)
- le physicien Riccardo Giacconi (1931-), Prix Nobel de physique en 2002
- l'acteur et écrivain Paolo Villaggio (1932-)
- le chanteur Umberto Bindi (1932-2002)
- le chanteur Gino Paoli (1934-)
- le chanteur français Nino Ferrer (1934-1998)
- le chanteur Bruno Lauzi (1937-2006)
- le chanteur Luigi Tenco (1938-1967)
- l'architecte Renzo Piano (1937-)
- l'actrice Rosanna Schiaffino (1938-2009)
- le critique d'art Germano Celant (1940-)
- le chanteur Fabrizio De André (1940-1999)
- la soprano Luciana Serra (1946-)
- le spationaute Franco Malerba (1946-)
- l'humoriste et militant politique Beppe Grillo (1948-)
- l'actrice Delia Boccardo (1948-)
- le chanteur Angelo Branduardi (1950-)
- le chanteur Ivano Fossati (1951-)
- l'organiste et pédagogue Emilio Traverso (1951-2007)
- la chanteuse Antonella Ruggiero (1952-)
- la soprano Daniela Dessì (1957-2016)
- le chef d'orchestre Fabio Luisi (1959-)
- l'actrice pornographique Moana Pozzi (1961-1994)
- la garde privée Fabrizio Quattrocchi (1968-2004)
- l'homme de théâtre Fausto Paravidino (1976-)
- le ténor Francesco Meli (1980-)
- le footballeur Federico Chiesa (1997-)
- le footballeur Pietro Pellegri (2001-)
- le footballeur Eddie Salcedo (2001-)
- représentante d'une famille des maestranze Anna Cantoni (1769-1994)

## Politique et administration
La ville est administrée par un conseil municipal de 40 membres élus pour un mandat de cinq ans. Les dernières élections ont eu lieu les 12 et 26 juin 2022.
| Période                                  | Période  | Identité                  | Étiquette                    | Qualité            |
| ---------------------------------------- | -------- | ------------------------- | ---------------------------- | ------------------ |
| 1876                                     | 1877     | Lazzaro Negrotto Cambiaso |                              |                    |
| Les données manquantes sont à compléter. |          |                           |                              |                    |
| 1891                                     | 1891     | Giacomo Doria             |                              |                    |
| Les données manquantes sont à compléter. |          |                           |                              |                    |
| 1992                                     | 1993     | Claudio Burlando          | Parti démocrate de la gauche |                    |
| 1993                                     | 1993     | Alfio Lamanna             | Parti républicain italien    | Maire régent       |
| 1993                                     | 1993     | Vittorio Stelo            |                              | Commissaire préfet |
| 1993                                     | 1997     | Adriano Sansa             | Alliance des progressistes   |                    |
| 1997                                     | 2007     | Giuseppe Pericu           | Démocrates de gauche         |                    |
| 2007                                     | 2012     | Marta Vincenzi            | Parti démocrate              |                    |
| 2012                                     | 2017     | Marco Doria               | Gauche, écologie et liberté  |                    |
| 2017                                     | En cours | Marco Bucci               | Centre droit                 |                    |
| Les données manquantes sont à compléter. |          |                           |                              |                    |

### Hameaux

#### Grand Gênes
L'ensemble du Grand Gênes (Grande Genova) - c'est-à-dire la ville qui s'étend d'un bout à l'autre du golfe qui porte le nom de Gênes, depuis les falaises de Nervi jusqu'à la plage de galets de Voltri - remonte à l'époque du fascisme, en 1926, quand ont été réunies au chef-lieu plus de vingt communes, jusque là autonomes, qui sont aujourd'hui des quartiers (delegazioni) mais qui sont depuis toujours dans le cadre du centre-ville et comprennent les vallées adjacentes et les deux rivieras.
Par extension, on utilise parfois le terme pour l'ensemble de l'agglomération autour de la commune de Gênes, avec les myriades de petites municipalités qui s'étendent sur flancs des collines et les hauteurs des environs (comme le mont Figogna, où se trouve le sanctuaire Nostra Signora della Guardia) ou encore les lieux touristiques divers, falaise ou plages de sable au-delà de Vesima, à l'ouest, ou de Bogliasco, à l'est. En fait, le réseau d'autobus et la ligne ferroviaire qui les desservent marquent le mieux l'unité de ces divers quartiers de l'actuel « grand Gênes ».

#### Anciennes communes
Les communes adjointes en 1873 incluent : Foce, S.Francesco d'Albaro, San Martino d'Albaro, San Fruttuoso, Marassi (comprenait Quezzi), et Staglieno où se trouve le fameux cimetière monumental.
Les communes adjointes en 1926 incluent : Apparizione, Bavari, Bolzaneto, Borzoli, Cornigliano Ligure ou Cornigliano, Molassana, Nervi, Pegli, Pontedecimo, Pra', Quarto dei Mille, Quinto al mare, Rivarolo, Sampierdarena, San Quirico (it), Sant'Ilario, Sestri Ponente, Struppa, et Voltri.

### Communes limitrophes
Arenzano, Bargagli, Bogliasco, Bosio (AL), Campomorone, Ceranesi, Davagna, Masone, Mele, Mignanego, Montoggio, Sant'Olcese, Sassello (SV), Serra Riccò, Sori, Tiglieto, Urbe (SV)

### Évolution démographique
Habitants recensés

## Sports
La ville possède deux clubs de football professionnels, le Genoa CFC, fondé en 1893 et qui est le plus vieux club de football italien, et l'UC Sampdoria, fondé en 1946. Le derby entre les deux équipes est appelé Derby della Lanterna.
La ville possède plusieurs installations sportives, tels que le Stade Luigi-Ferraris (qui accueille le Genoa et la Sampdoria) ou encore le Stade La Sciorba.
Elle organise aussi chaque année en septembre un tournoi de tennis sur terre battue du circuit ATP Challenger Tour.
La ville abrite également le Yacht Club Italiano, fondé en 1879, le plus ancien club de voile de Méditerranée.

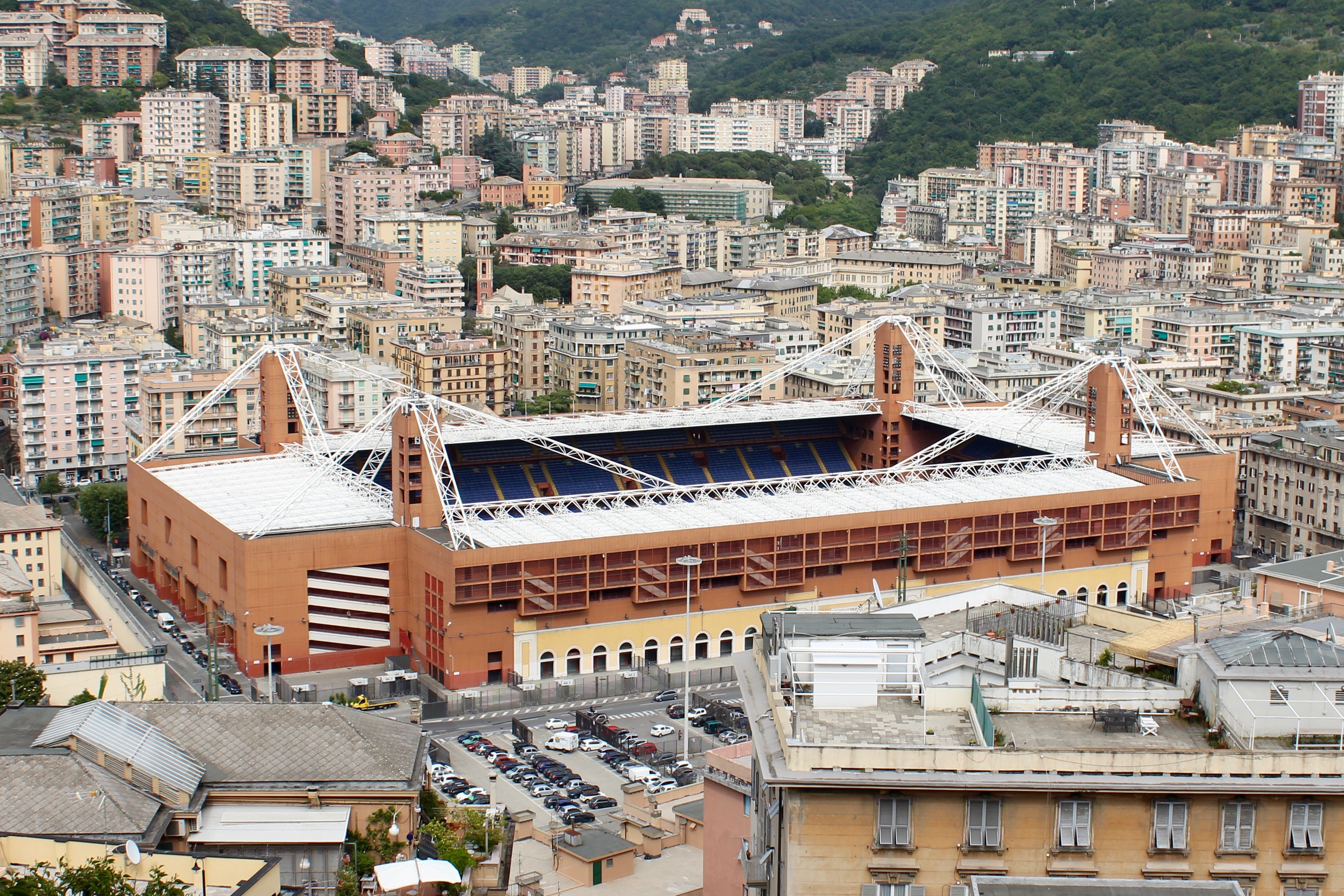
Le stade Luigi-Ferraris en 2016.
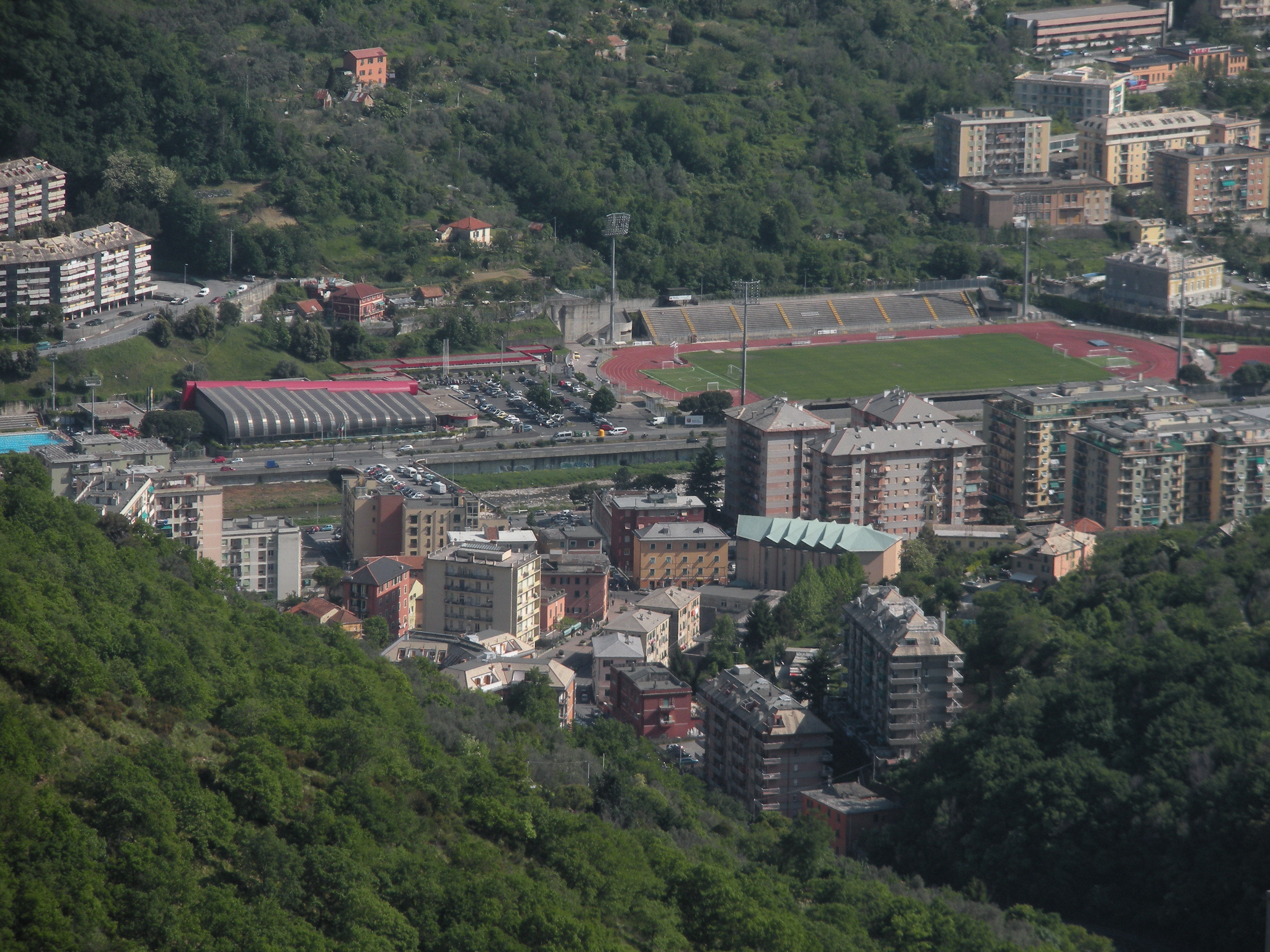
Le stade La Sciorba.

## Voies de communication et transports

### Transport routier
La ville de Gênes est traversée par l'autoroute A10 dite des fleurs depuis les années 1950, avec plusieurs jonctions :
- avec l'autoroute A7 vers Milan au nord-ouest ;
- avec l'autoroute A12 vers Livourne au sud-est ;
- avec l'autoroute A726 vers Alexandrie au nord-est.

### Transports urbains

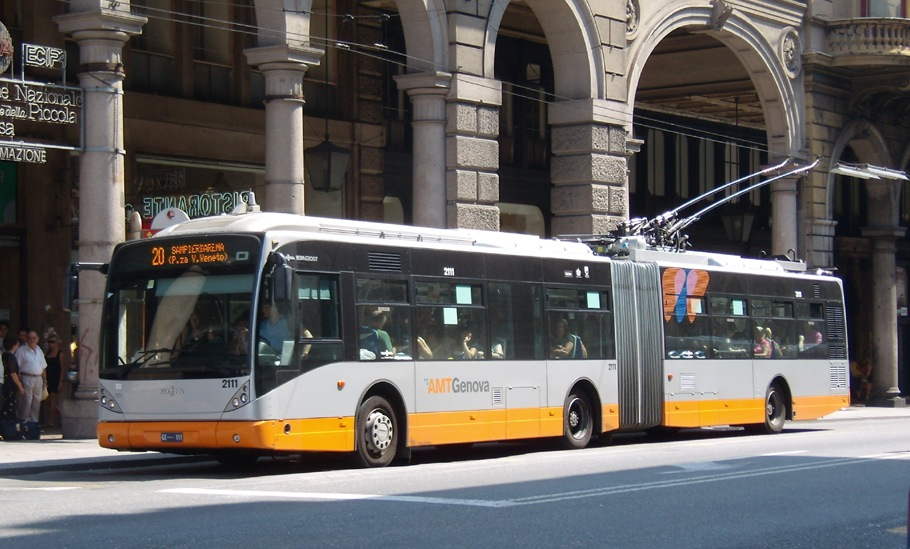
Trolleybus de Gênes.

Depuis 1990, Gênes est équipée d’une ligne de métro (8 stations) gérée par la compagnie Transdev. Le réseau comporte aussi trois navebus (Pegli-Centro, Genes-Camogli, Genes-Portofino), plusieurs lignes d'autobus et une ligne de trolleybus. La nature vallonnée de la ville a influencé ses transports en commun, qui comporte deux funiculaires (Zecca-Righi et Sant'Anna), une ligne à crémaillère (Principe-Granarolo), et dix ascenseurs urbains.

### Le port
Le port de Gênes est le premier port italien. Le port de Gênes comprend le port de commerce et le port de passagers. Plusieurs lignes de croisières et de ferries desservent les terminaux passagers du vieux port, avec un trafic de 3,2 millions de passagers en 2007. MSC Cruises a choisi Gênes comme l'un de ses principaux ports d'attache, en concurrence avec la compagnie génoise Costa Cruises, qui a déménagé son port d'attache à Savone.

### Aéroport
L'aéroport de Gênes est situé à 6 km du centre-ville, il est construit sur une péninsule artificielle. En 2017, il a accueilli 1,2 million de passagers.

### Transports ferroviaires
Les principales gares ferroviaires sont Gênes Brignole à l'est et Gênes Principe à l'ouest. Gênes Brignole est proche des quartiers d'affaires et du parc des expositions, tandis que le Principe est proche du port, de l'université et du centre historique. De ces deux gares partent les principaux trains reliant Gênes à la France, Turin, Milan et Rome. La ville de Gênes comporte 23 stations ferroviaires réparties le long de la côte :
- Stazione di Genova Acquasanta (it)
- Stazione di Genova Bolzaneto (it)
- Stazione di Genova Borzoli (it)
- Gare de Gênes-Brignole
- Stazione di Genova Cornigliano (it)
- Stazione di Genova Costa (it)
- Stazione di Genova Granara (it)
- Stazione di Genova Nervi (it)
- Stazione di Genova Pegli (it)
- Stazione di Genova Piazza Manin (it)
- Gare de Gênes-Piazza-Principe
- Stazione di Genova Pontedecimo (it)
- Stazione di Genova Pra (it)
- Stazione di Genova Quarto dei Mille (it)
- Stazione di Genova Quinto al Mare (it)
- Stazione di Genova Rivarolo (it)
- Gare de Gênes-Sampierdarena
- Stazione di Genova San Biagio (it)
- Stazione di Genova Sestri Ponente (it)
- Stazione di Genova Sturla (it)
- Stazione di Genova Vesima (it)
- Stazione di Genova Via di Francia (it)
- Stazione di Genova Voltri (it)

## Relations extérieures

### Jumelages

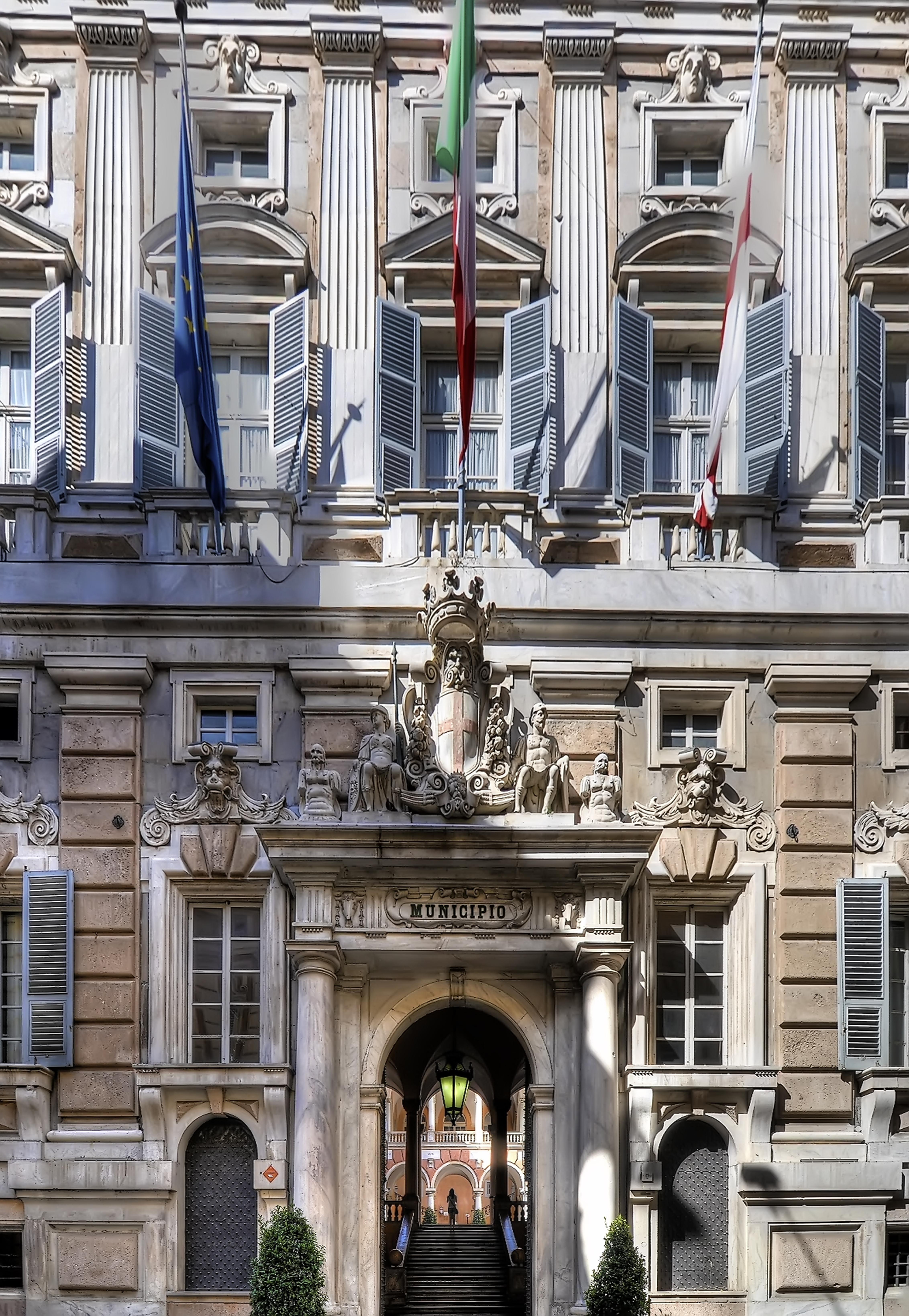
Mairie, Palazzo Doria-Tursi.

- Baltimore (États-Unis)
- Chios (Grèce)
- Columbus (Ohio) (États-Unis)
- Marseille (France)
- Odessa (Ukraine)
- Rijeka (Croatie)

### Accords bilatéraux
- Saint-Pétersbourg (Russie)
- Iekaterinbourg (Russie)
- Buenos Aires (Argentine)
- Guayaquil (Équateur)
- La Havane (Cuba)
- Barcelone (Espagne)
- Dalian (Chine)
- Marseille (France)
- Belém (Brésil)
- Athènes (Grèce)
- Lille (France)
- Acqui Terme (Italie)
- Moscou (Russie)
- Varna (Bulgarie)
- Mantoue (Italie)
- Crémone (Italie)
- Ovada (Italie)
- Constanța (Roumanie)
- Turin (Italie)
- Deva (Hunedoara) (Roumanie)
- Sienne (Italie)
- Odessa (Ukraine)
- Kiev (Ukraine)
- Nice (France)
- La Paz (Bolivie)
- Azuchi (Japon)
- Bogota (Colombie)
- Valparaíso (Chili)
- Capo di Ponte (Italie)
- Castelsardo (Italie)
- Saint-Domingue (République dominicaine)
- Tursi (Italie)
- Pointe Noire (Congo)
- Kaolack (Sénégal)
- Lattaquié (Syrie)
- Galata (Turquie)
- Hébron (Palestine)
- El Mina (Liban)
- Pizzo (Italie)
- Polokwane (Afrique du Sud)
- Lyon (France)
- Sousse (Tunisie)

### Réseau de villes
- Eurocities